# Félix Vallotton
Pour les articles homonymes, voir Vallotton.
Félix Vallotton (Lausanne, 28 décembre 1865 – Neuilly-sur-Seine, 29 décembre 1925), est un artiste peintre, graveur, illustrateur, sculpteur, critique d'art et romancier franco-suisse.

## Biographie
Félix Vallotton est né le 28 décembre 1865 à Lausanne d'une famille bourgeoise protestante. Il est le fils d'Adrien Vallotton, industriel chocolatier, et le frère du galeriste d'art Paul Vallotton. En 1882, il entre à l'Académie Julian à Paris, aux ateliers fréquentés par de nombreux artistes postimpressionnistes, dont les futurs nabis. Il s'y lie à Félix Stanislas Jasinski dont il fera deux portraits peints et qui l'initie à la technique de la pointe sèche.
En moins de dix ans, le jeune Suisse parvient à se faire un nom auprès de l'avant-garde parisienne. Sa renommée devient internationale grâce à ses gravures sur bois et à ses illustrations en noir et blanc qui font sensation. Il participe régulièrement à différents salons artistiques (Salon des artistes français, Salon des indépendants, Salon d'automne).

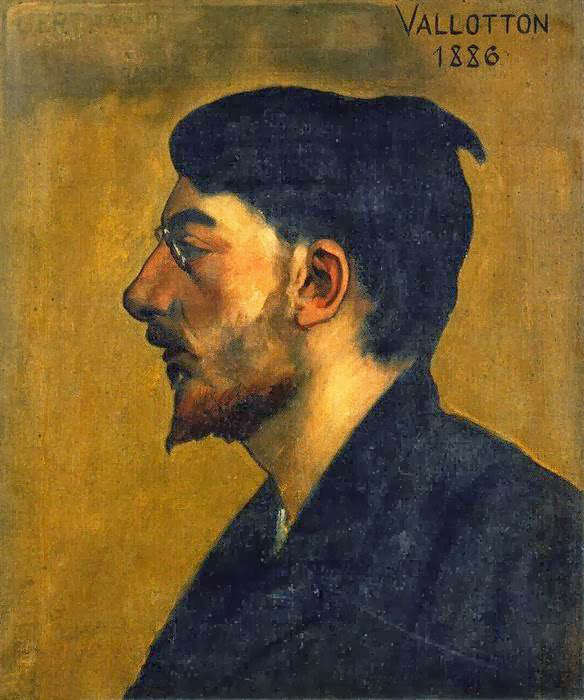
Portrait d'Émile Bernard attribué à Félix Vallotton (1886), localisation inconnue.

Dès 1891, il renouvelle l'art de la xylographie. Ce revirement a pu être lié à la parution, au mois de mars 1891, du fameux article d’Albert Aurier, Le Symbolisme en peinture, appelant à un art « idéiste » et décoratif, d’où seraient bannis « la vérité concrète, l’illusionnisme, le trompe-l’œil ». Ses gravures sur bois exposées en 1892 au premier Salon de la Rose-Croix sont remarquées par les nabis, groupe qu'il rallie de 1893 à 1903. Il se liera d'amitié avec Édouard Vuillard.
La dernière décennie du siècle est également marquée par son travail d'illustrateur, notamment pour La Revue blanche. L'une de ses affiches, La revue La Pépinière est reproduite dans Les Maîtres de l'affiche (1895-1900).
En 1889, il rencontre Hélène Chatenay, dite « la Petite », (vers 1868-1910), une ouvrière qui deviendra son modèle et partagera sa vie. Mais Vallotton n’est pas capable de s'engager. Plus soucieux du devenir de son œuvre que de fonder une famille, il épouse en 1899 Gabrielle Bernheim (1863-1932), fille du marchand de tableaux Alexandre Bernheim, veuve de Gustave Rodrigues-Henriques (1860-1894) et sœur de Josse (1870-1941) et de Gaston (1870-1953) Bernheim. Pour faciliter son intégration dans cette grande famille parisienne, l'ancien anarchiste est contraint à une certaine réserve ; il délaisse alors la gravure au profit de la peinture. En 1900, il obtient la nationalité française par décret de naturalisation du 3 février.
En 1899, il est l'un des douze illustrateurs de l'Hommage des artistes à Picquart. Il y représente Jules Méline.
En mars 1902, il coordonne un des numéros les plus surprenants de L'Assiette au beurre (no 48), intitulé « Crimes et châtiments », qui se compose de vingt-trois lithographies imprimées uniquement sur le recto et à détacher du cahier suivant des perforations pointillées, constituant un véritable album d'estampes. Durant l'année 1907, Félix Vallotton se consacre à l'écriture d'un roman intitulé La Vie meurtrière.
Il peint des scènes d'intérieur, puis se consacre à des thèmes classiques, paysages, nus, portraits et natures mortes qu'il traduit d'une manière personnelle, hors des courants contemporains. Félix Vallotton est un artiste réaliste. Les situations qu'il décrit sont suggérées, sans embellissement ni glorification. Son art est indiscret, souvent traversé d’humour noir et de raillerie grinçante.
Sa première exposition personnelle a lieu à Zurich en 1909. Il expose régulièrement à Paris, notamment en janvier 1910, à la galerie Druet, exposition dont le catalogue est préfacé par Octave Mirbeau. Il participe en outre aux expositions d'envergure internationale en Europe et aux États-Unis. En Suisse, sa peinture est principalement diffusée par son frère Paul, directeur dès 1913 de la succursale de la Galerie Bernheim-Jeune à Lausanne, future galerie Paul Vallotton.

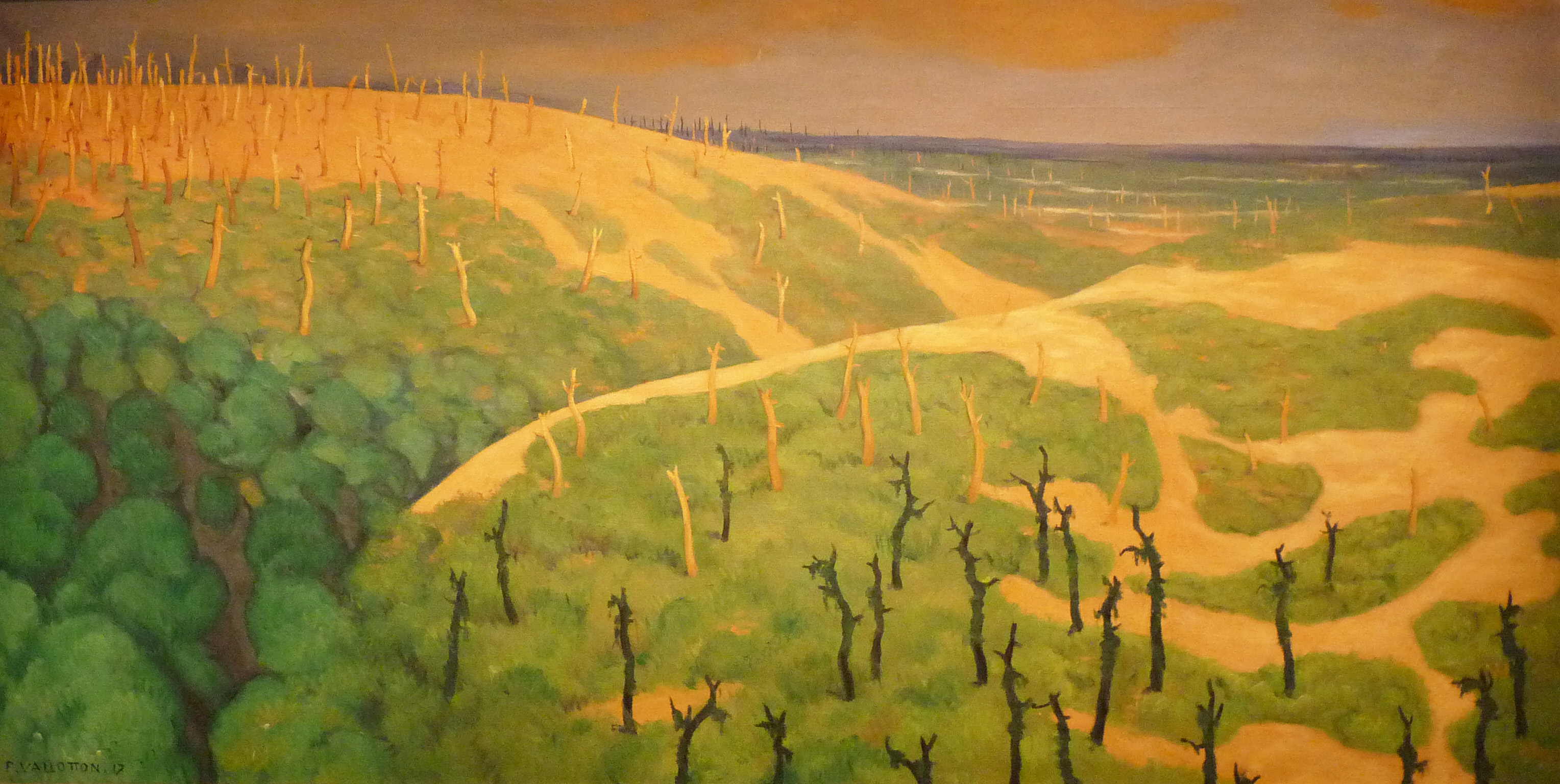
Œuvre inspirée de la Première Guerre mondiale : Le Bois de la Gruerie et le ravin des Meurissons (1917), Nanterre, La contemporaine.

Félix Vallotton est un travailleur acharné, sans cesse à la recherche de nouvelles formes d'expression. Touché par l'horreur de la Première Guerre mondiale, il trouve dans le conflit une source d'inspiration.
Il renoue avec le succès vers la fin de la guerre, avant de mourir en 1925, des suites d'une opération contre un cancer. Il avait écrit : « La vie est une fumée, on se débat, on s’illusionne, on s’accroche à des fantômes qui cèdent sous la main, et sa mort est là. »
Il est inhumé à Paris au cimetière du Montparnasse, 28e division.

## Fortune critique
« [Félix Vallotton] n’est point un « idéologue », au sens fâcheux que nous donnons à ce mot, et il ne se dessèche pas l’âme dans les théories, lesquelles sont, en général, la revanche des impuissants, des vaniteux et des sots. Comme ceux qui ont beaucoup vu, beaucoup lu, beaucoup réfléchi, il est pessimiste. Mais ce pessimisme n’a rien d’agressif, rien d’arbitrairement négateur. Cet homme juste ne veut pas se leurrer dans le pire, comme d’autres dans le mieux, et il cherche en toutes choses, de bonne foi, la vérité. »

— Octave Mirbeau, préface au catalogue de l'exposition Vallotton, galerie Druet, Paris, 10-22 janvier 1910.

## Œuvres

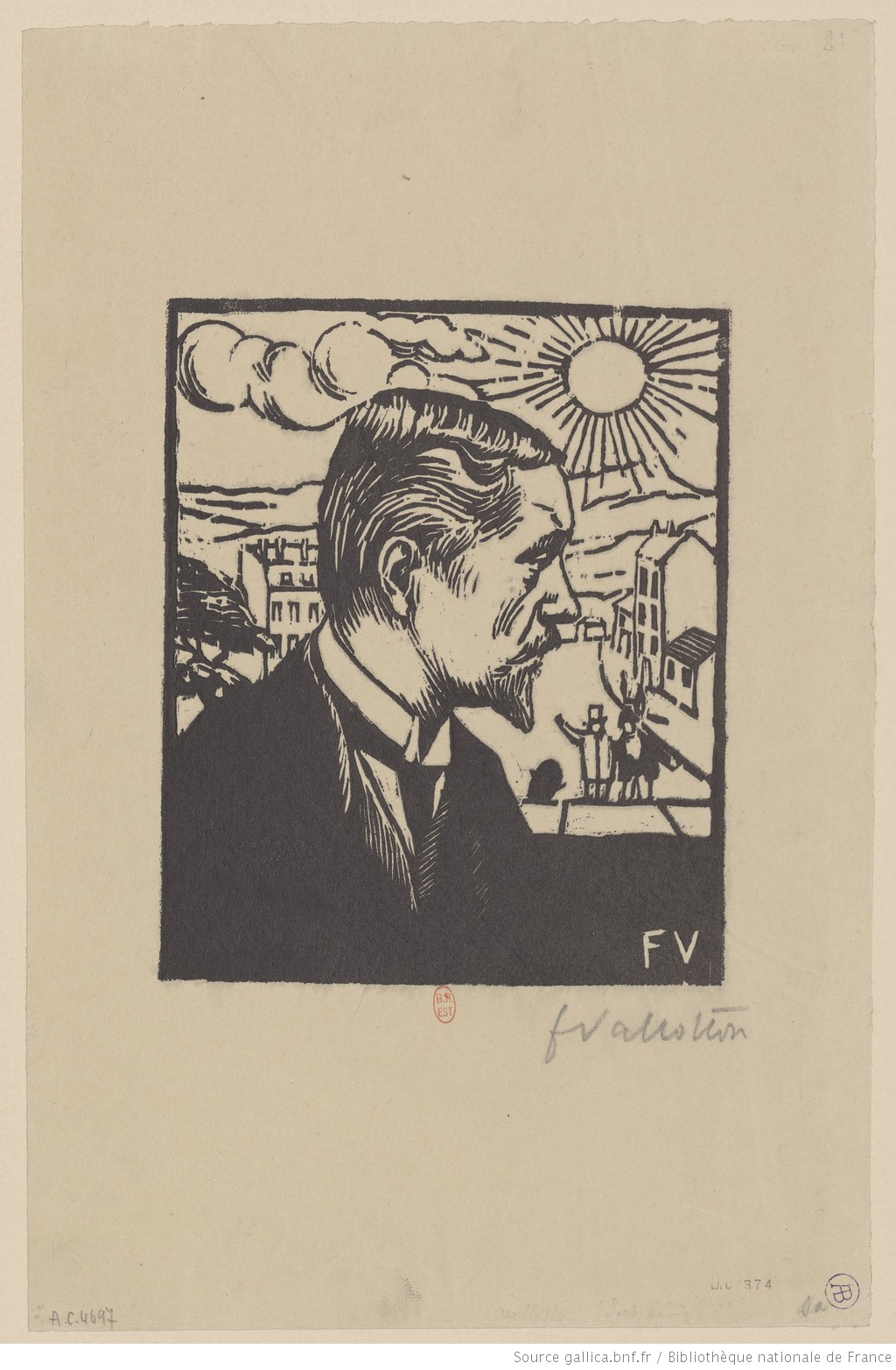
Autoportrait de Félix Vallotton en 1891.

Félix Vallotton a produit un très grand nombre d’œuvres : 1 704 peintures répertoriées, 237 gravures et des centaines d'illustrations de livres ou revues,.

### Estampes
C'est vraisemblablement à l’instigation de son ami Charles Maurin que Félix Vallotton s’engage en 1891 dans la gravure sur bois, à une époque où la lithographie en couleur était très en vogue.
La xylographie lui permet de réaliser des estampes expressives, en aplats francs de noir sur blanc, qui lui confèreront une renommée internationale. Celles-ci se caractérisent par leurs thèmes singuliers et un style minimaliste très synthétique, incisif, renforcé par l'absence de dégradé : on y voit des scènes de vie marquantes surgir dans un environnement d'un noir profond, exprimant des tensions latentes.

Les tensions sociales (La Manifestation, L’Assassinat, La Charge) et l’hypocrisie des mœurs sont des thèmes récurrents de son œuvre gravée. Dès 1894, le graveur s’oriente vers des sujets plus intimes où l’arabesque ornementale et l’expansion du noir se déploient. 

« Dix fois un homme et une femme se rencontrent dans toutes les attitudes où les peuvent arrêter les accidents, les stations de la vie sentimentale. Elles en expriment tous les aspects imaginables, la naïveté et le ridicule, l’hypocrisie et le mensonge, la cruauté et jusqu’à ce goût de mort qui est dans notre conception de l’amour. On frémit, on s’attendrit, on s’indigne, on frissonne. Le délicieux, l’inquiétant spectacle. »

— Thadée Natanson
Entre 1891 et 1901, Félix Vallotton réalise plus de cent vingt gravures sur bois et une cinquantaine de lithographies. Parmi ces xylographies figurent des séries de 6 à 10 planches comme :
- 1893, Les Petites Baigneuses
- 1896, Les Instruments de musique
- 1898, Intimités
- 1900, L’Exposition universelle
- 1915, C'est la guerre

À l'exception des instruments de musique et de l'exposition universelle, ces thèmes seront largement repris dans ses peintures.

Xylographies de Félix Vallotton
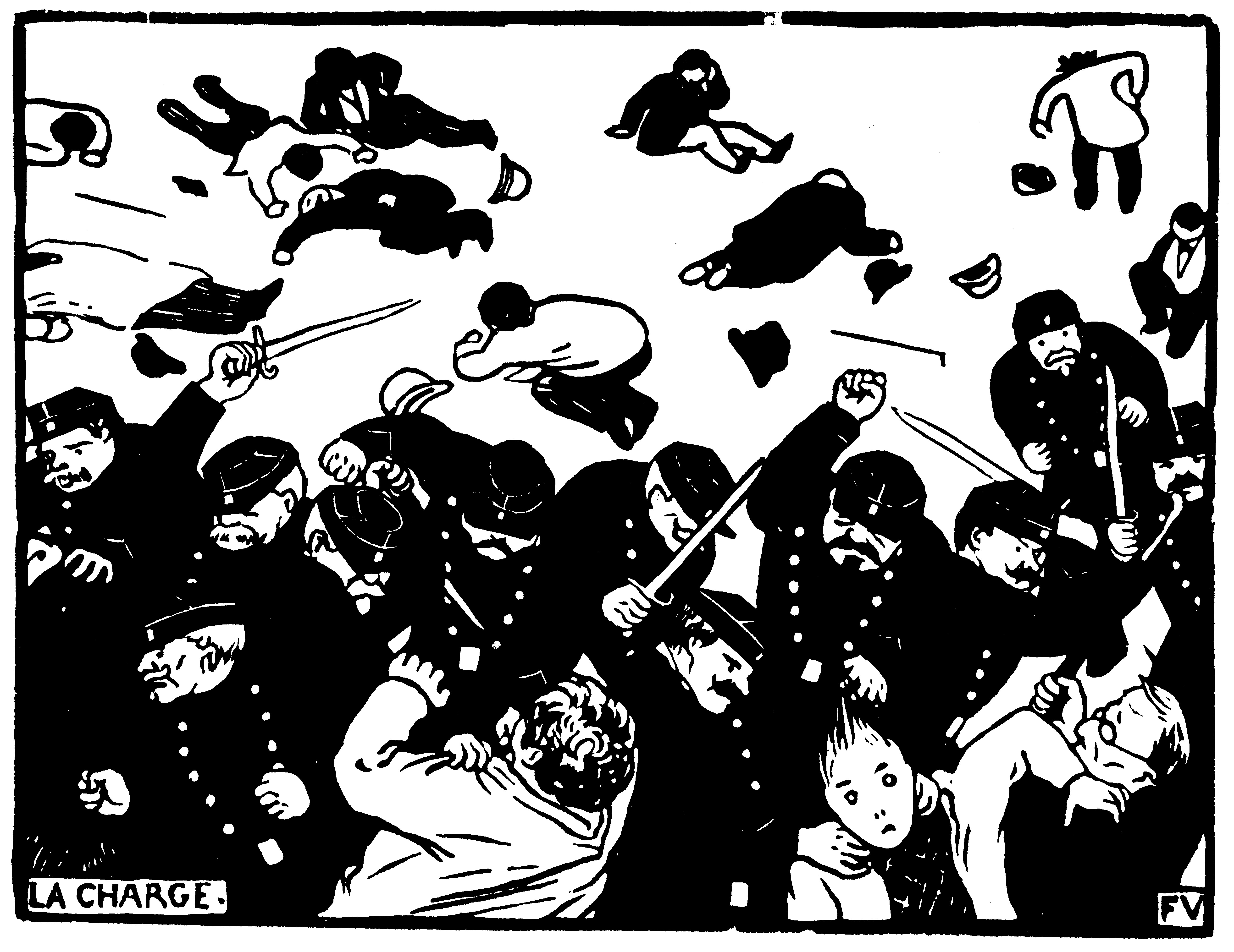
La charge (1893).
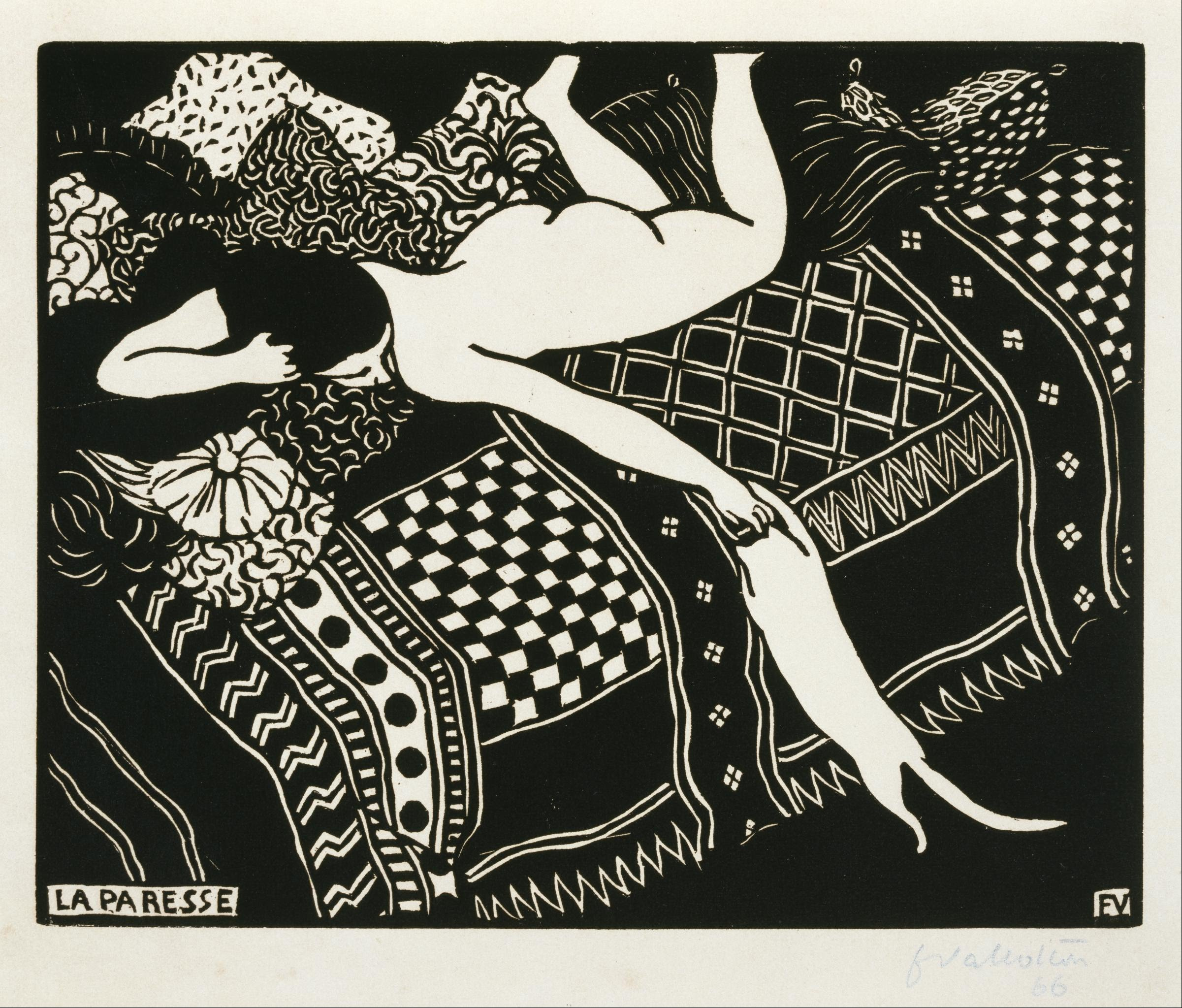
La Paresse (1896).
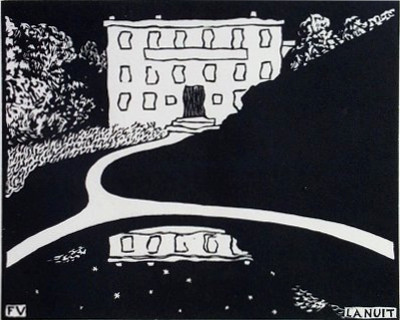
La Nuit (1897).
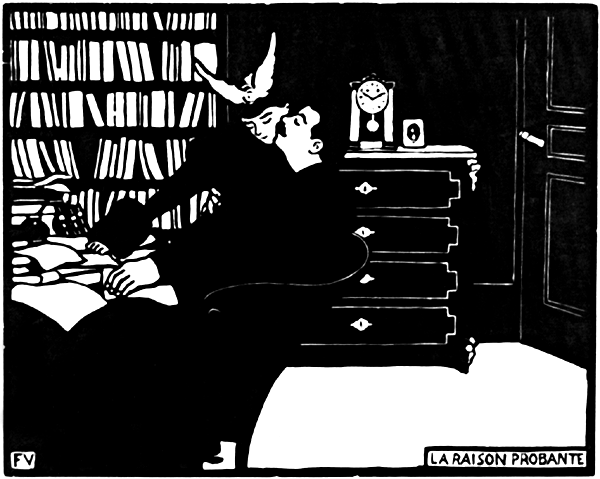
La Raison probante (1898).
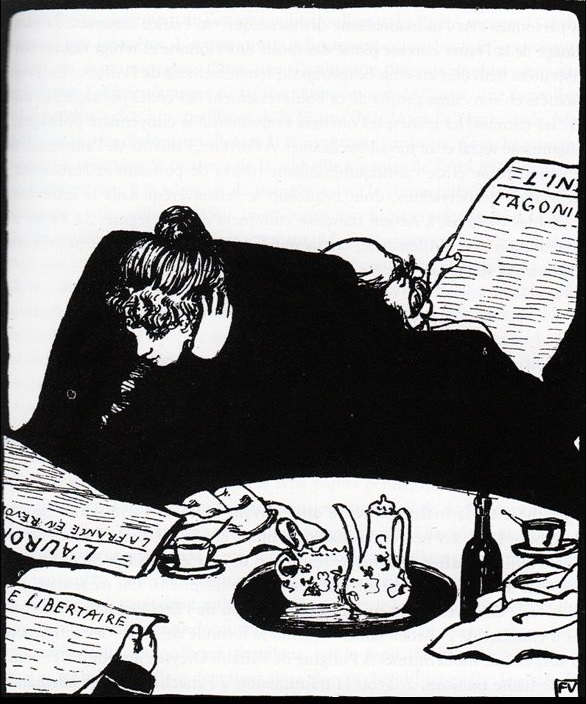
En famille (1899).
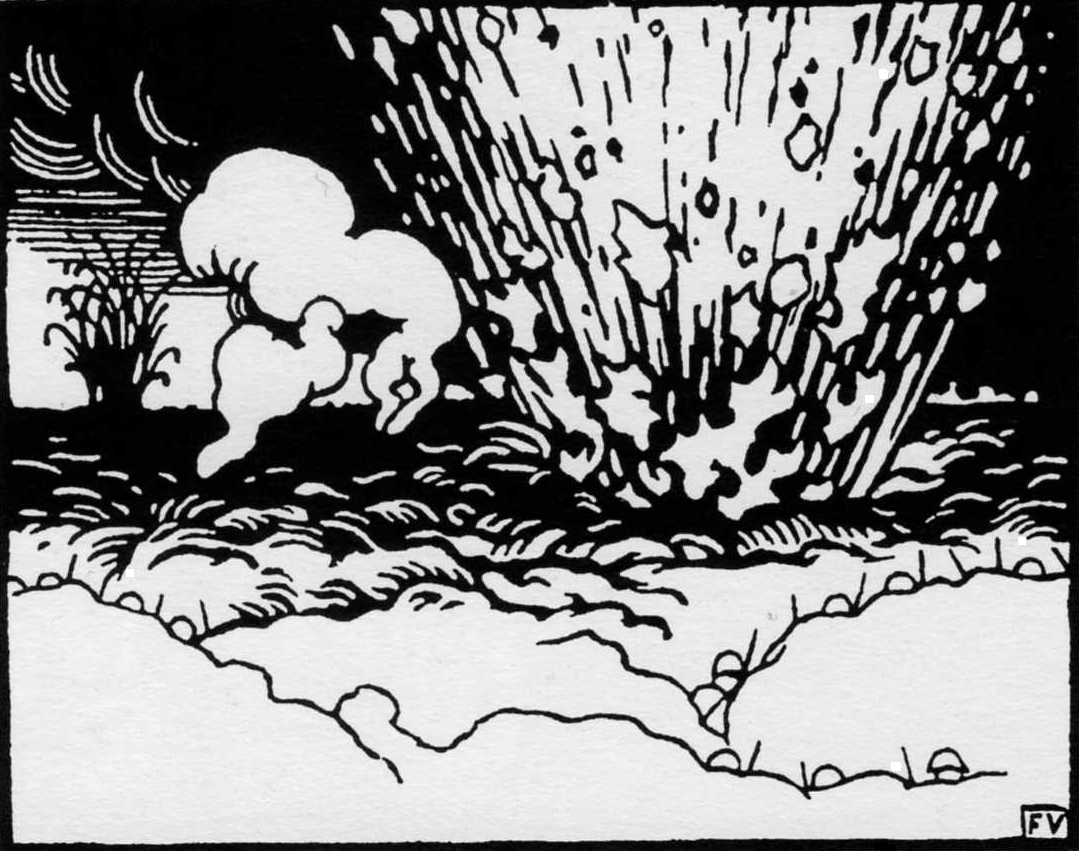
La Tranchée (1915).
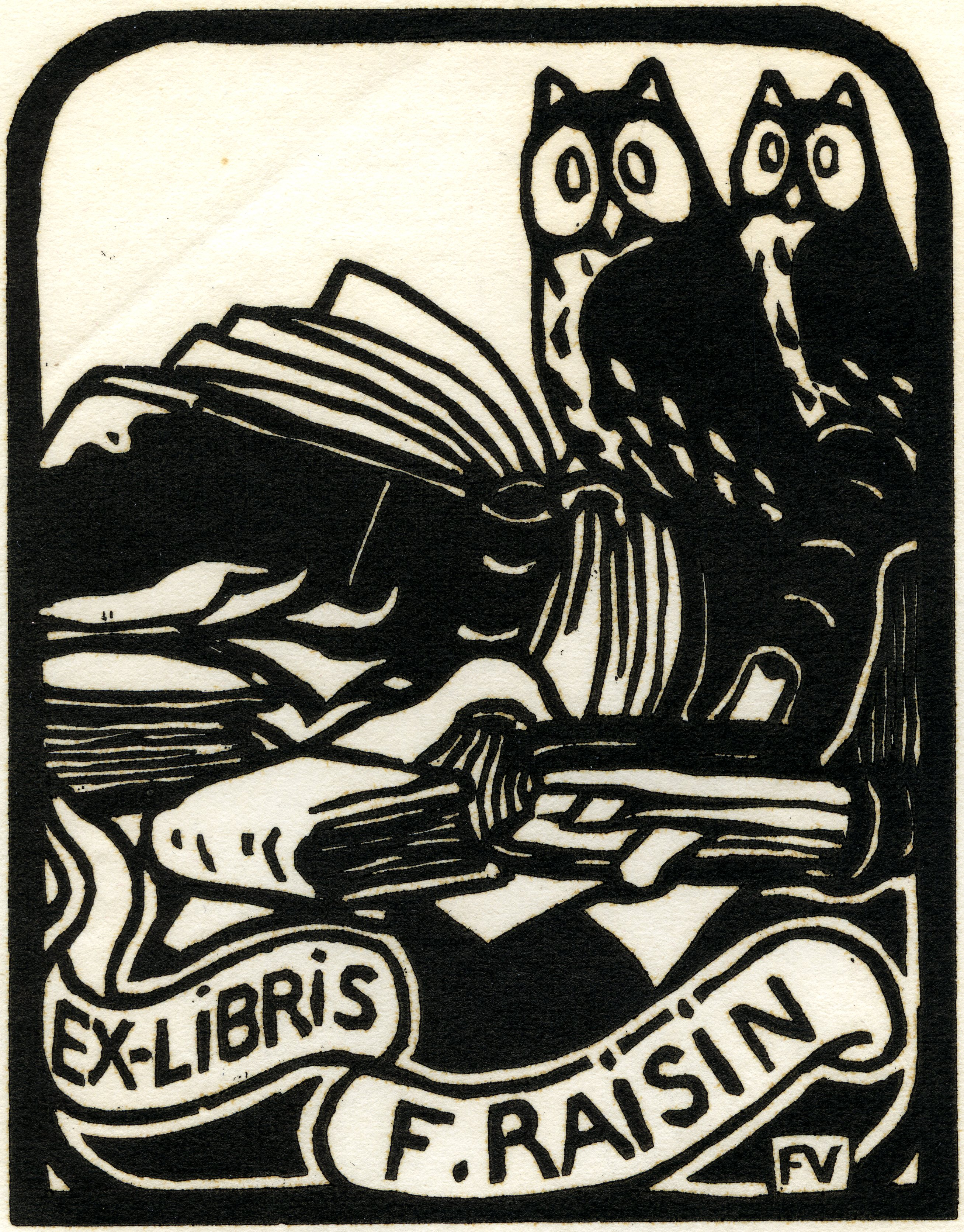
Ex-libris de Frédéric Raisin, bibliophile genevois.

### Illustrations
Dans les années 1890, Félix Vallotton a contribué à l'illustration :
- de nombreuses revues avant-gardistes, comme :
  - Le Courrier français,
  - L'Assiette au beurre,
  - La Revue blanche,
  - Pan, Berlin,
  - Jugend, Munich,
  - The Studio, Londres,
  - The Chap-Book, Chicago,
  - The Scribner's Magazine, New York,
  - etc. ;
- en 1892, de l’ouvrage Immortels passés, présents ou futurs, par F. Vallotton, L. Joly éditeur ;
- en 1894, d’un numéro du Courrier français, dans lequel paraît La Sortie[21] (367 × 266 mm) ;
- de livres, notamment de Paul Verlaine, ou de Gustave Flaubert (par exemple Trois contes (Un cœur simple), Édition du Centenaire 1821-1921, Librairie de France, Paris, 1929) ;
- de programmes de théâtre, comme celui de la critique sociale d’August Strindberg, Le Père[11].

Jusqu'en 1902, il publie dans le Chasseur de chevelures, supplément humoristique de La Revue blanche, plus d'une centaine de « masques » (des portraits stylisés en noir et blanc) de célébrités de l'époque.

#### Portraits
De 1894 à 1902, Félix Vallotton réalisa d'innombrables portraits dessinés de célébrités, principalement pour La Revue blanche, Le Cri de Paris, ainsi que pour Le Livre des masques, de Remy de Gourmont. Parmi ceux-ci :
- Paul Adam
- Albert Aurier
- Mikhaïl Bakounine
- Victor Barrucand
- Aubrey Beardsley
- Otto von Bismarck
- Léon Blum
- Marcel Boulenger
- Paul Claudel
- Georges Darboy
- Isidore Ducasse
- Édouard Dujardin
- Georges Eekhoud
- Max Elskamp
- Félix Fénéon
- Théophile Ferré
- Ernest Hello
- Fortuné Henry
- Alexandre Herzen
- Józef Hoene-Wroński
- Alfred Jarry
- Joseph de Maistre
- Stéphane Mallarmé
- Thomas Malthus
- Camille Mauclair
- Éphraïm Mikhaël
- Gaston Moch
- Multatuli
- Edgar Poe
- Léon Pourtau
- Pierre Quillard
- Jehan-Rictus
- Raoul Rigault
- Arthur Rimbaud
- Saint-Pol-Roux
- Albert Samain
- Marcel Schwob
- Stendhal
- Max Stirner
- Laurent Tailhade
- Hippolyte Taine
- Henry David Thoreau
- Eugène Varlin
- Auguste Vermorel
- Joseph Vinoy
- Willy

### Peintures
Félix Vallotton a commencé sa carrière de peintre en réalisant des portraits, imprégné de la leçon de Hans Holbein le Jeune, et l'a finie avec des natures mortes relativement austères. Mais l'essentiel de son œuvre est plus original. L'auteur, inventif, toujours en quête de nouvelles formes d'expression, réalise des toiles caractérisées par une peinture en aplats de couleurs vives. Il rejoint le mouvement nabi en 1893 et réalise de nombreuses huiles sur carton représentant des scènes de rue dans un style épuré avec perspectives aplaties, telles que La Valse, Coin de rue à Paris, Les Passants… C'est à cette époque qu'il peint le triptyque du Bon Marché.
Il transpose l'esprit de ses xylographies dans ses scènes de tête-à-tête galants, comme La Chambre rouge, où la couleur chaude du décor exprime symboliquement l’intensité des passions ou la transgression des interdits. Témoins de la force des pulsions et de la médiocrité des sentiments, les mises en scène ambivalentes de Vallotton suggèrent plus qu'elles ne disent, suspendant l’action à un moment paroxystique. La critique sera partagée : les représentations stylisées, si expressives en gravure, déroutent en peinture.
Vallotton s'initie à la photographie en 1889 à Étretat. Sa peinture saisit souvent des sujets de dos, des enfilades de pièces, quelques scènes en plongée (Le Ballon) ou contreplongée (La Loge de théâtre, le monsieur et la dame), tels des clichés photographiques pris sur le vif, mais toujours réinterprétés par l'artiste qui en sublime l'essence.
Vallotton entreprend une relecture de la mythologie, tournant les mythes en dérision, imposant l'image d'une femme désidéalisée et même musclée, insatisfaite (Persée tuant le dragon), témoignant des changements de rapports de force entre hommes et femmes en ce début de XXe siècle.
Il réalise de nombreux nus, comme figés dans des postures insolites, dégageant un érotisme glacial, une solitude pesante. Les baigneuses l'inspirent de façon récurrente ; les couples de femmes également, « dans des mises en scène lourdes de sous-entendus ». Le dessin est précis, souvent stylisé. Vallotton n'embellit pas les corps, dont il souligne les lourdeurs (Le Sommeil, 1908 ; Femme au collier bleu, 1925…) ou amplifie les formes (Baigneuse assise sur un rocher, 1910…).
Félix Vallotton peint des femmes noires à l'égal des autres modèles, à une époque où les préjugés sociaux étaient encore dominants.
À partir de 1917, il reprend les voyages et s'adonne à peindre des paysages dans lesquels il donne libre cours à son style synthétique et à son sens de la couleur. Le vent dans les arbres et les rayons de lumière l'inspirent particulièrement.
Sa dernière œuvre est La Femme au chevalet, que certains interprètent comme un autoportrait en femme.

### Statuettes
- 1904, Femme retenant sa chemise, bronze[26]
- 1904, Porteuse d'eau, bronze patiné de brun, 28 cm[27]

### Galerie

Période nabi
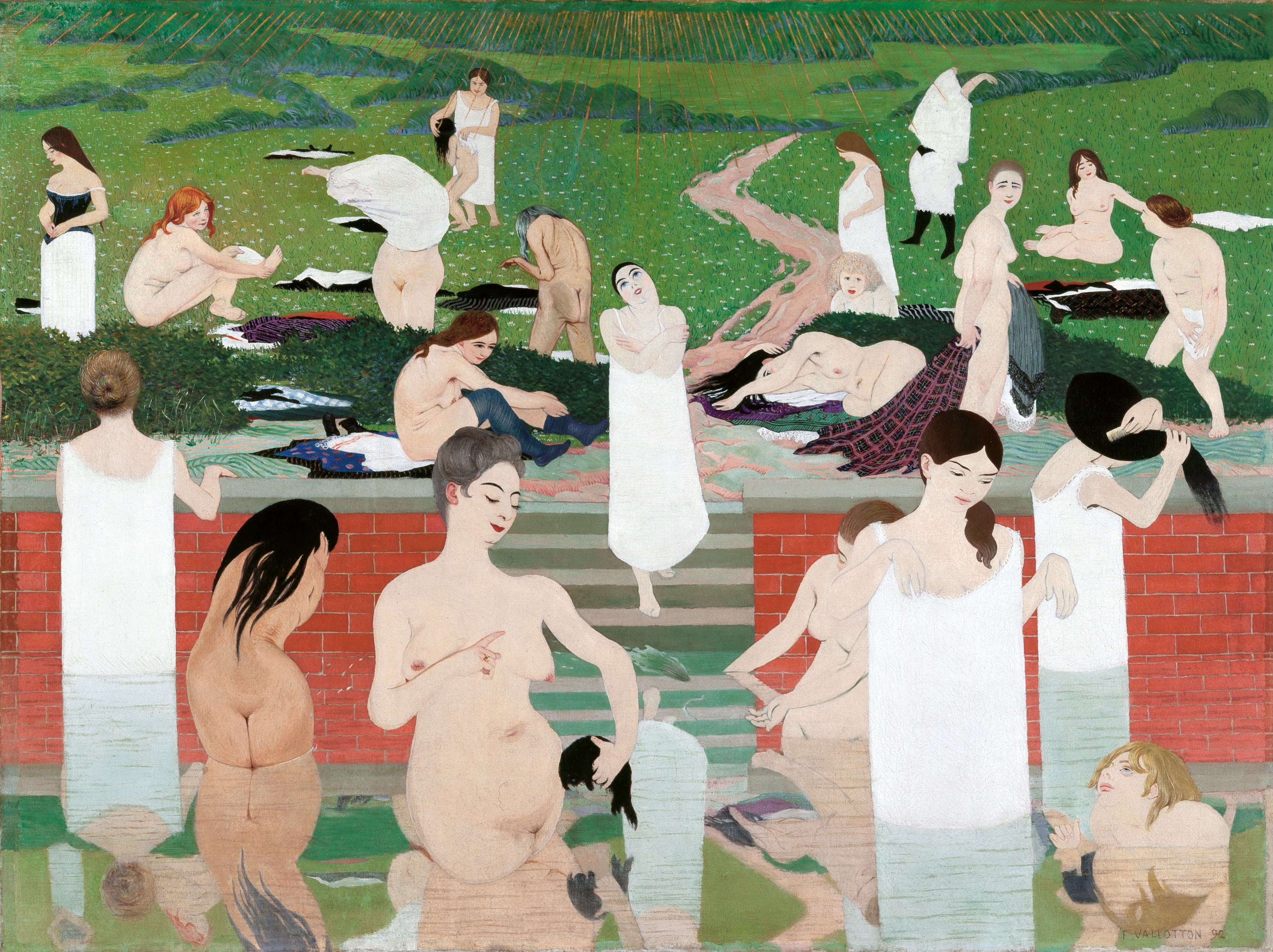
Le Bain au soir d'été (1892), Zurich, Kunsthaus de Zurich.
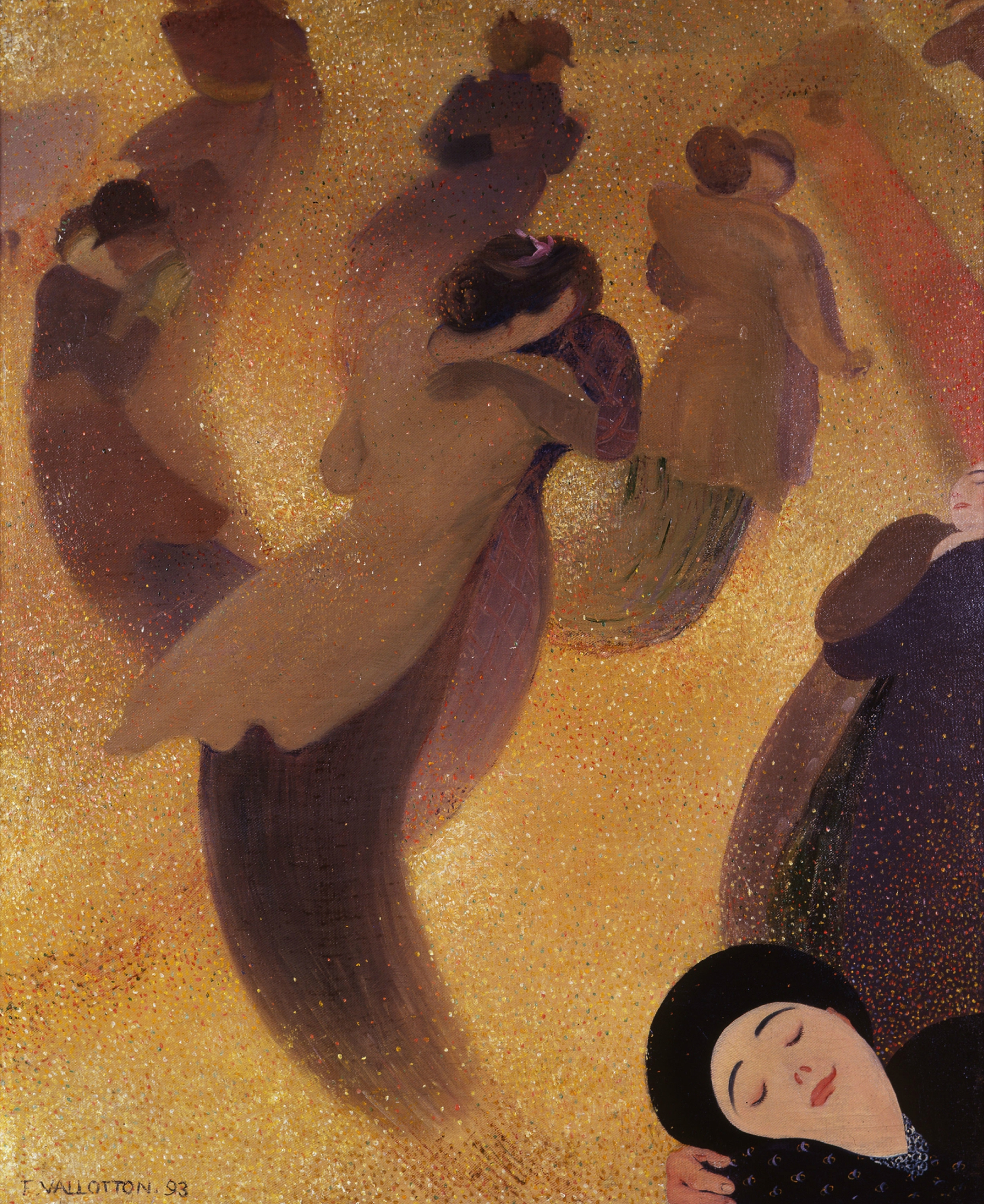
La Valse (1893), Le Havre, musée d'art moderne André-Malraux.
La Maitresse et la Servante (1896), collection particulière.
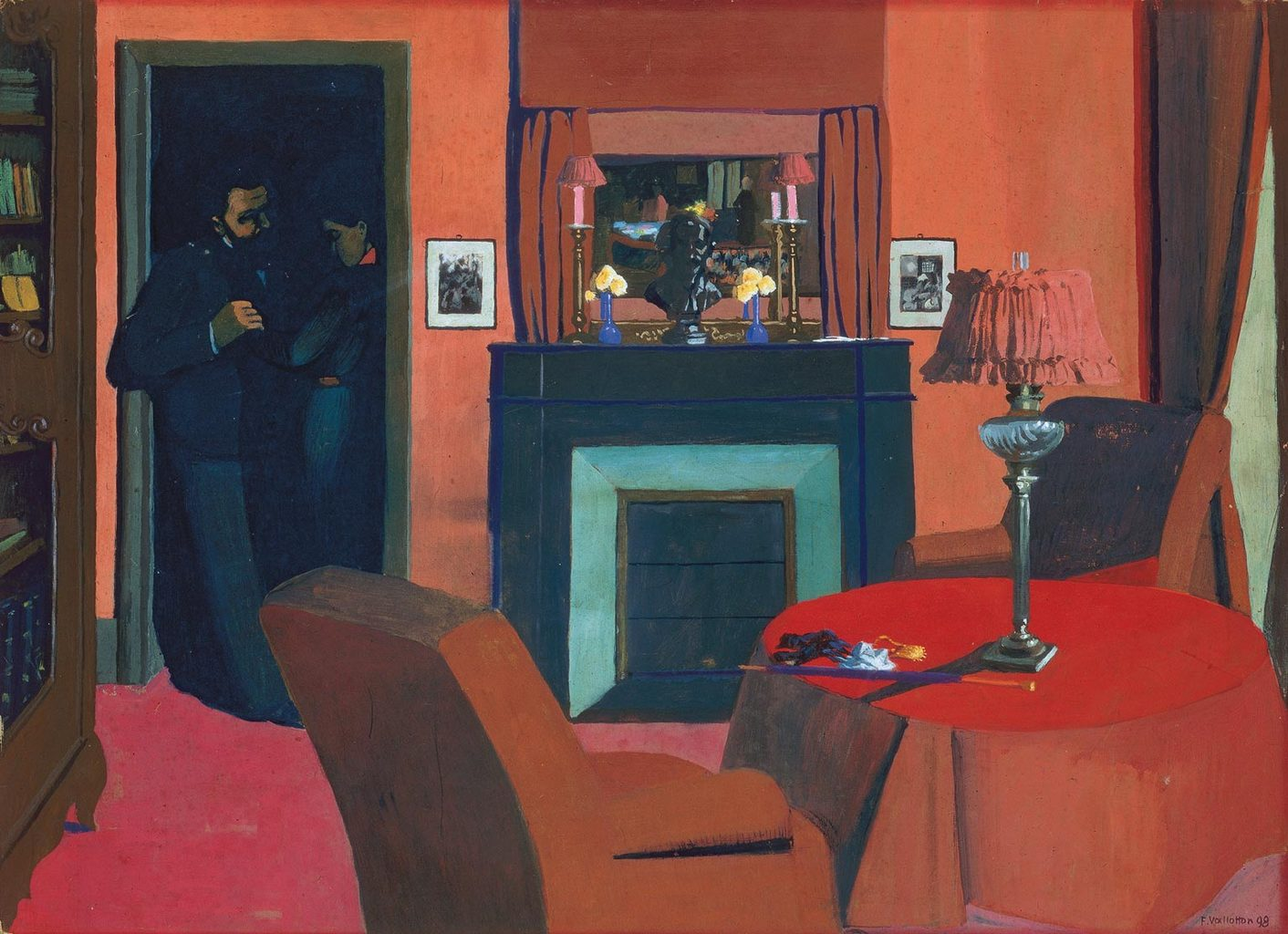
La Chambre rouge (1898), musée cantonal des beaux-arts de Lausanne.
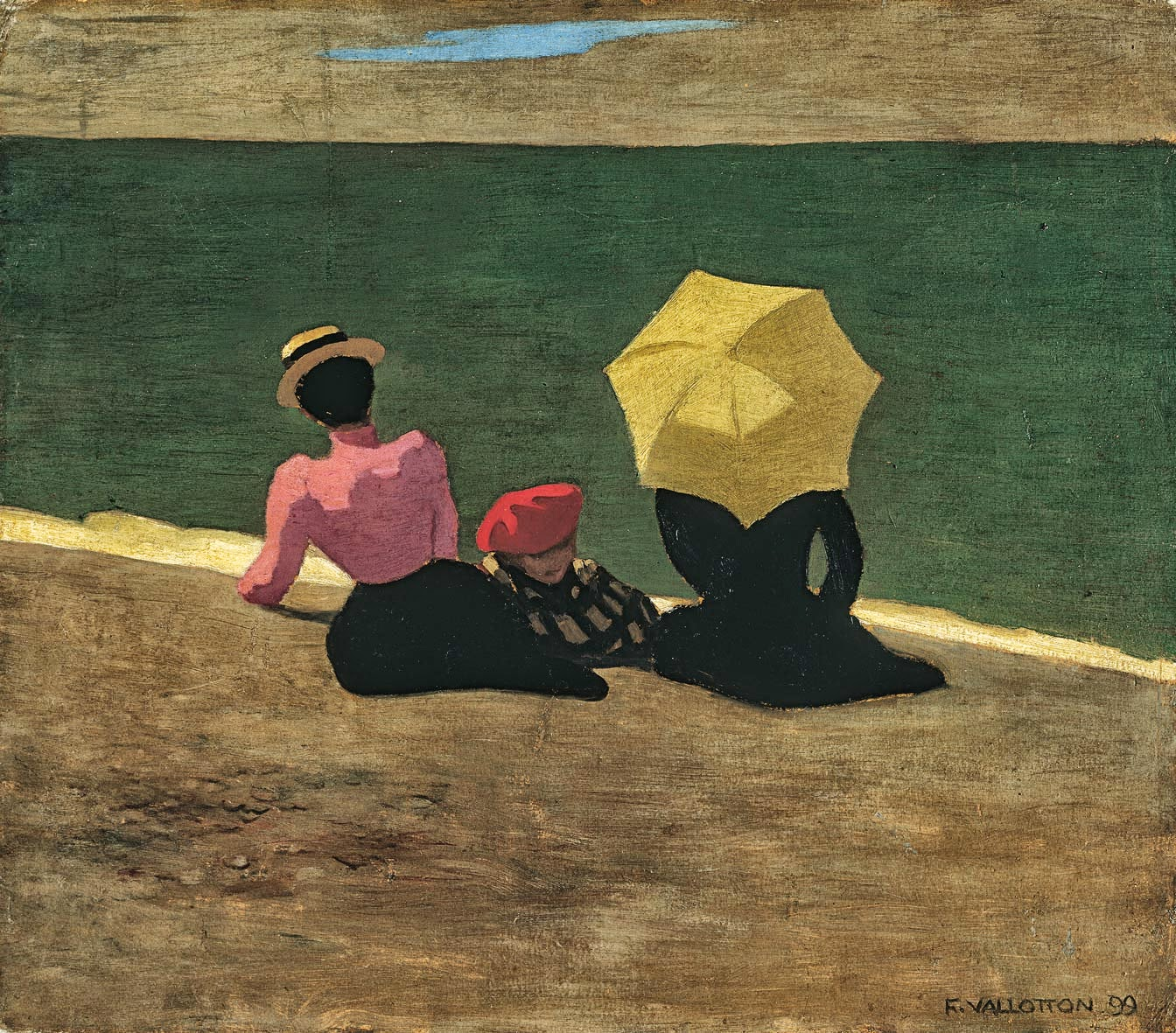
Sur la plage de Dieppe (1899), collection particulière.

Paysages
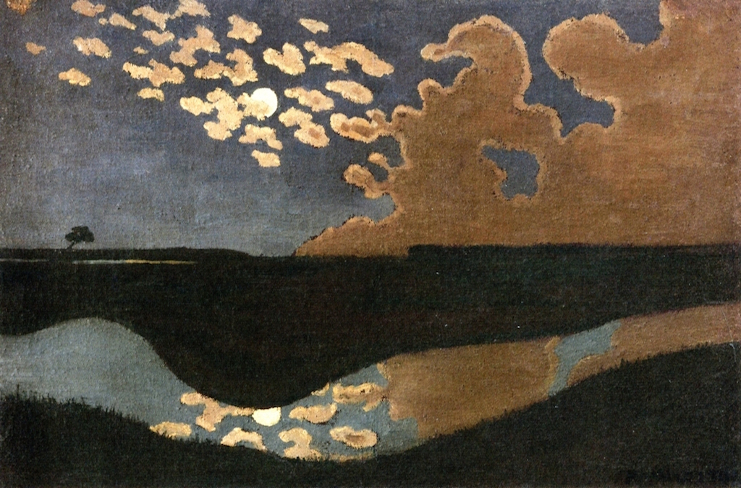
Clair de lune (vers 1895), Paris, musée d'Orsay.
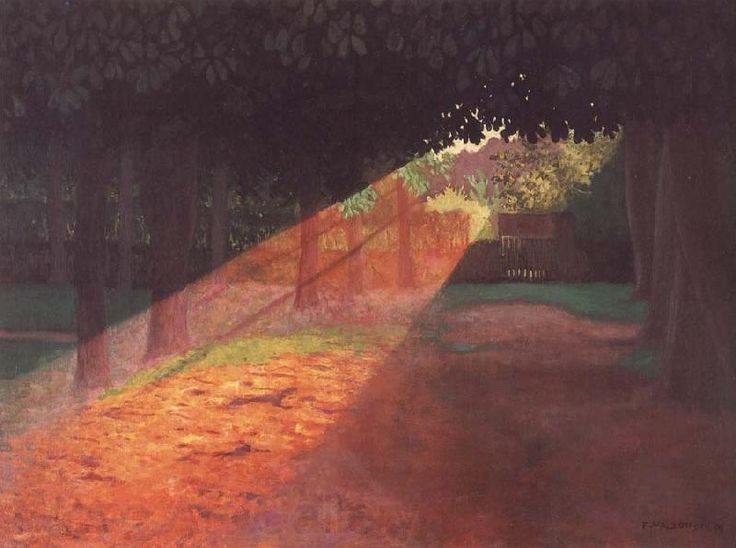
Le Rayon (1909), Le Havre, musée d'art moderne André-Malraux.
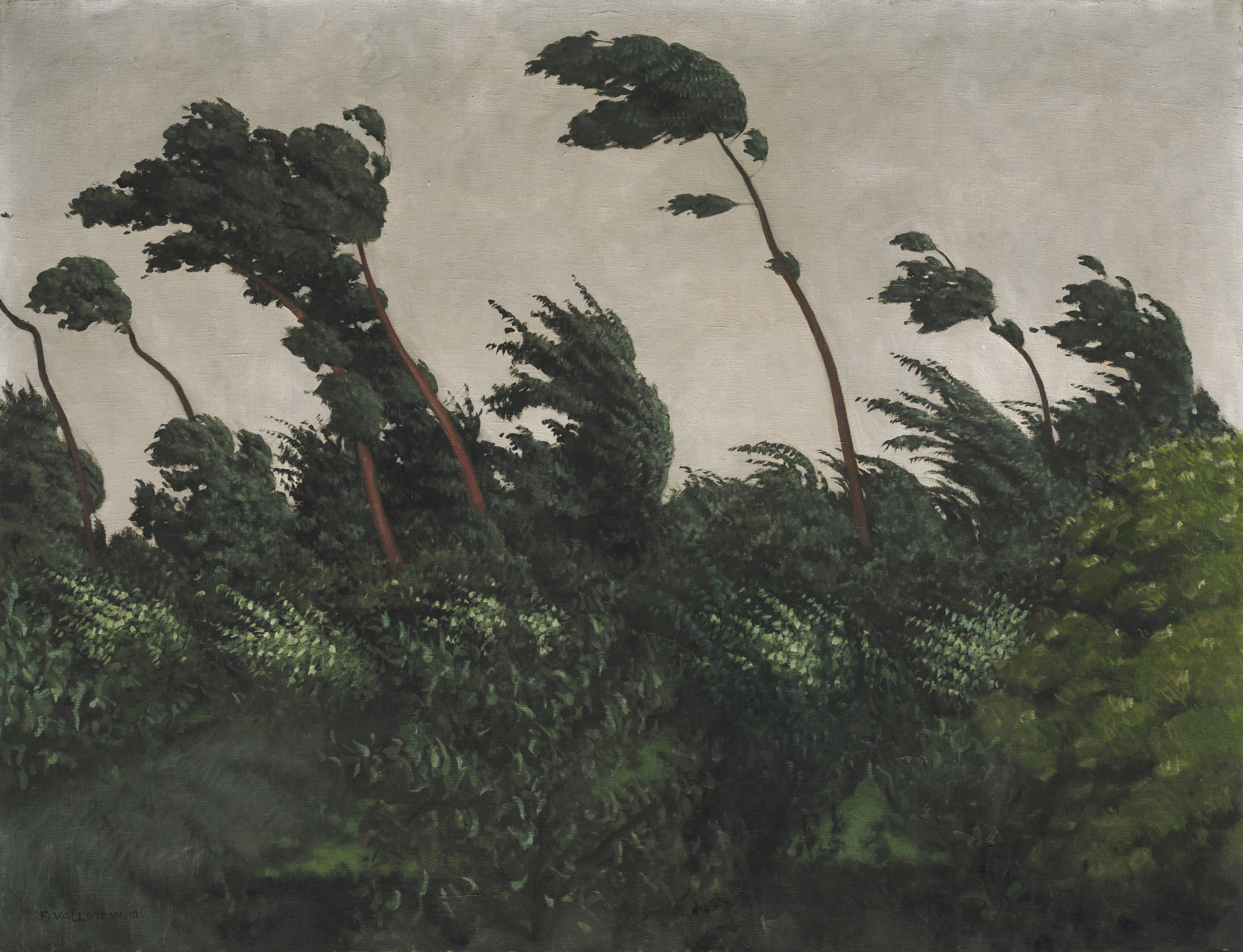
Le Vent (1910), Washington, National Gallery of Art.
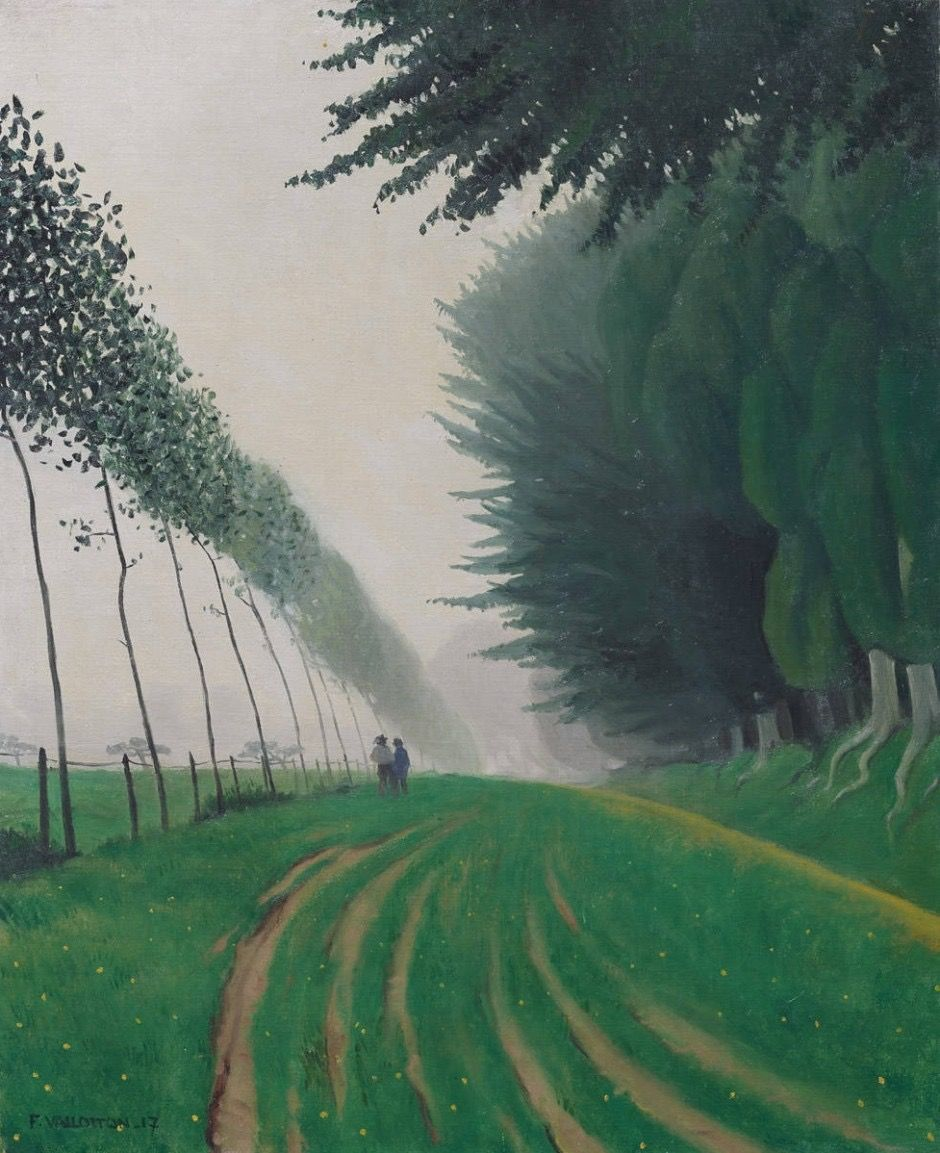
Effet de brume, Honfleur (1917), collection particulière.

Paysages : dernières œuvres
Soir aux Andelys (1924), Musée des Beaux-Arts de La Chaux-de-Fonds.
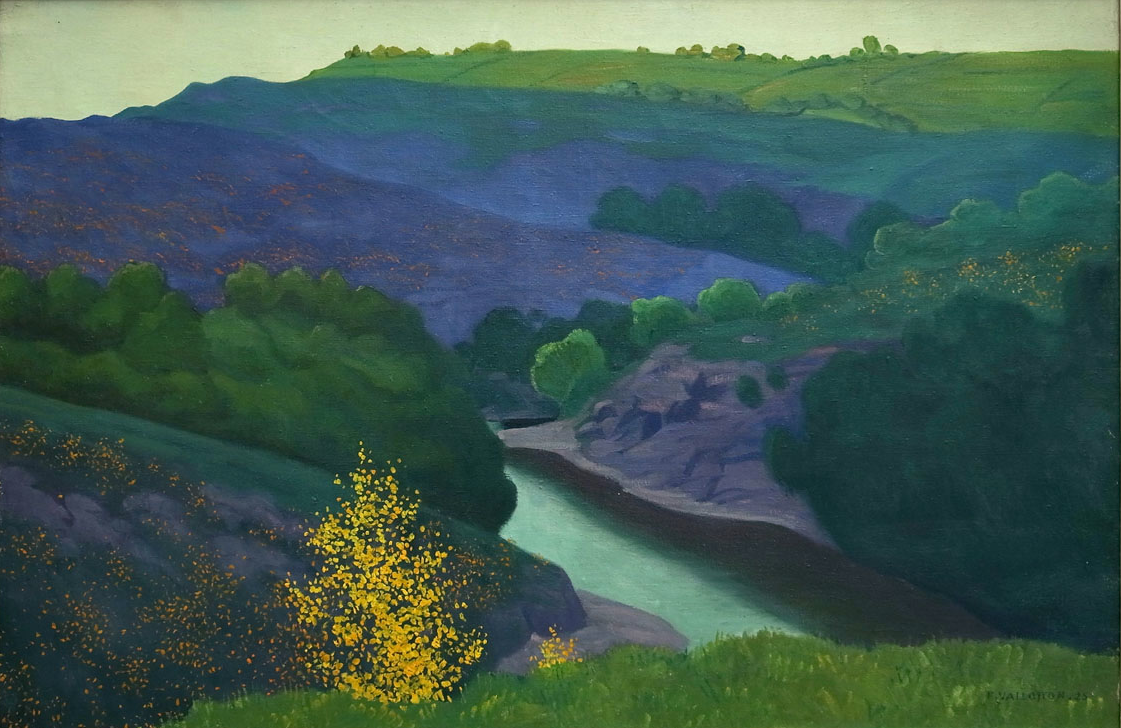
Paysage de la Creuse (1925), Musée des Beaux-Arts de La Chaux-de-Fonds.

Paysages : dernières œuvres en Provence
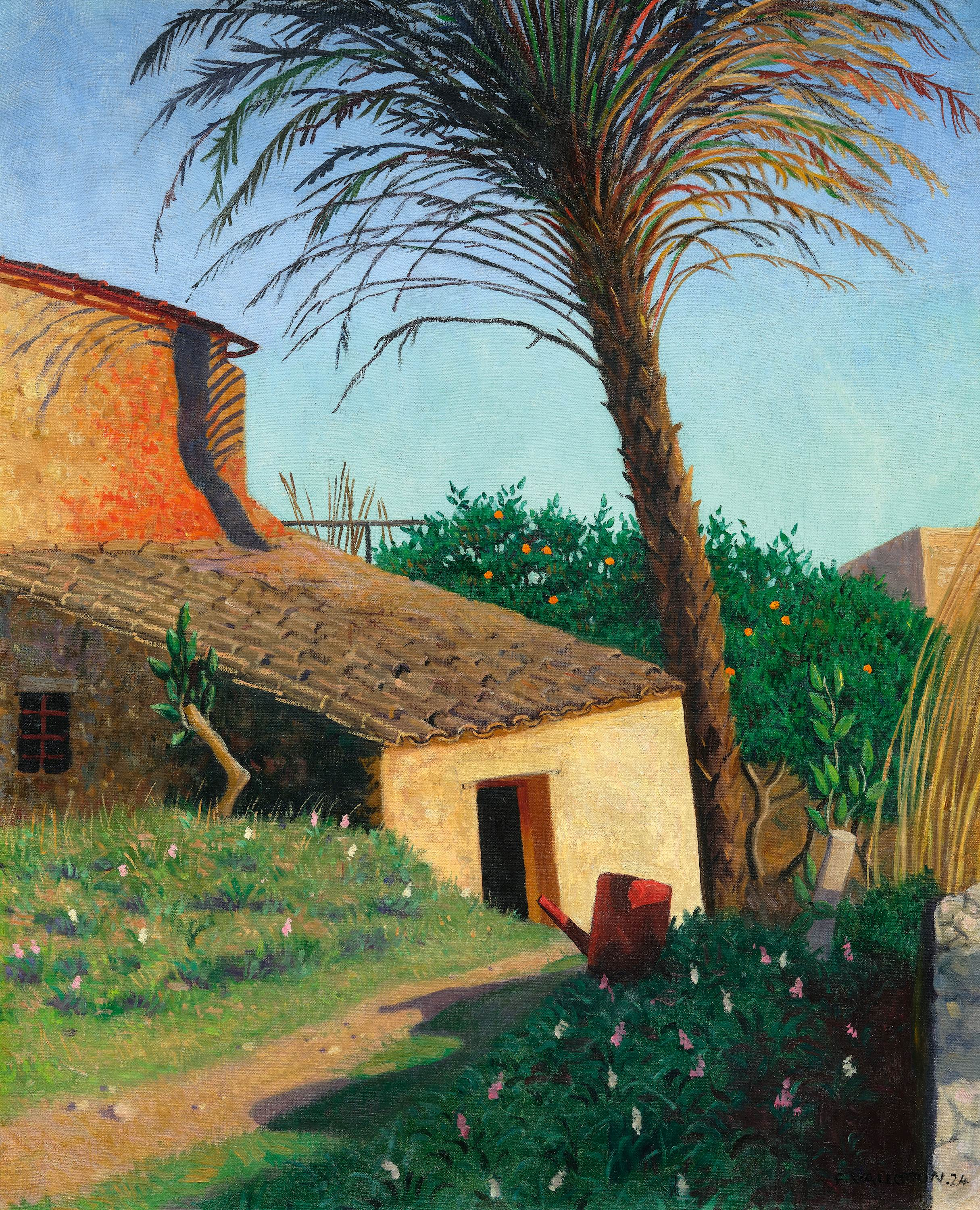
Cagnes, le palmier (1924), coll. priv.
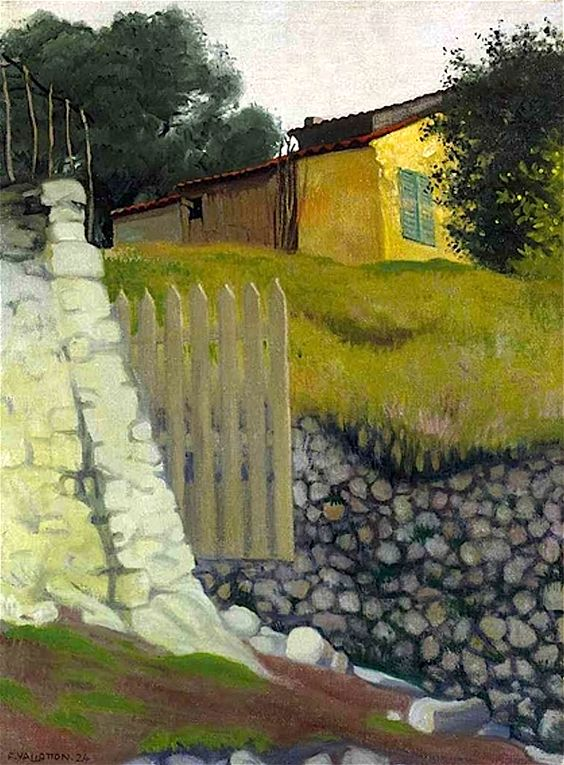
La Claire-voie, Menton (1924), coll. priv.
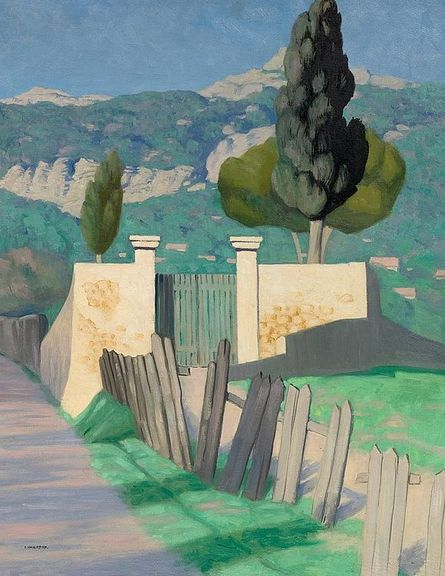
Route de Sainte-Anne et le Faron (1925), coll. priv.
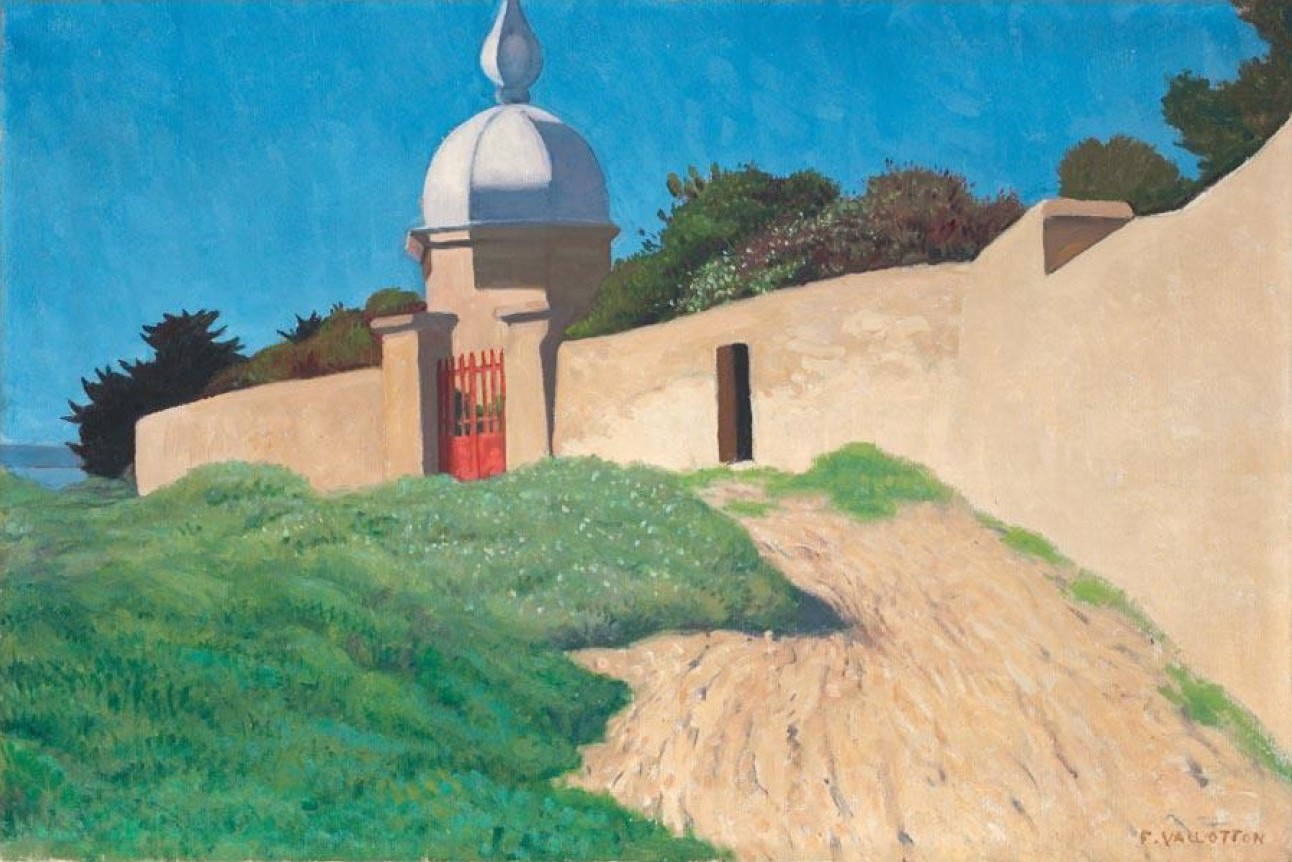
Kiosque au Mourillon (1925), coll. priv.

Nus
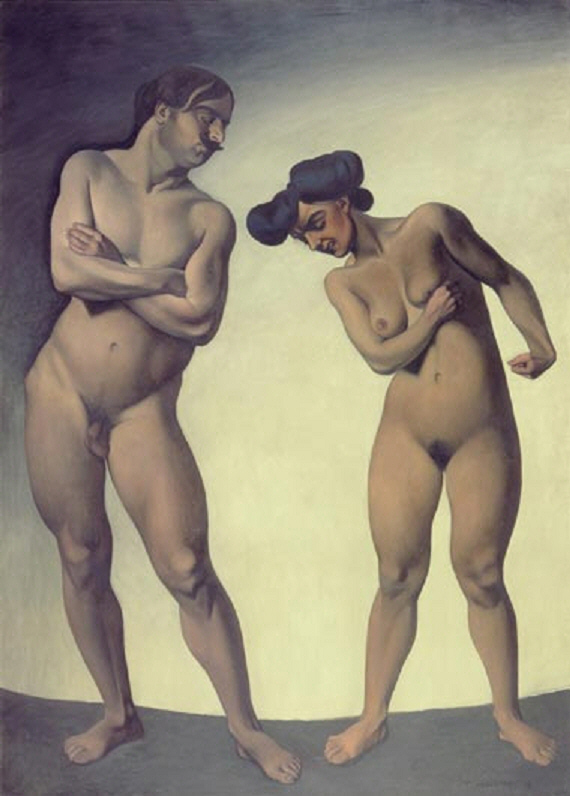
La Haine (1908), Musée d'art et d'histoire de Genève.
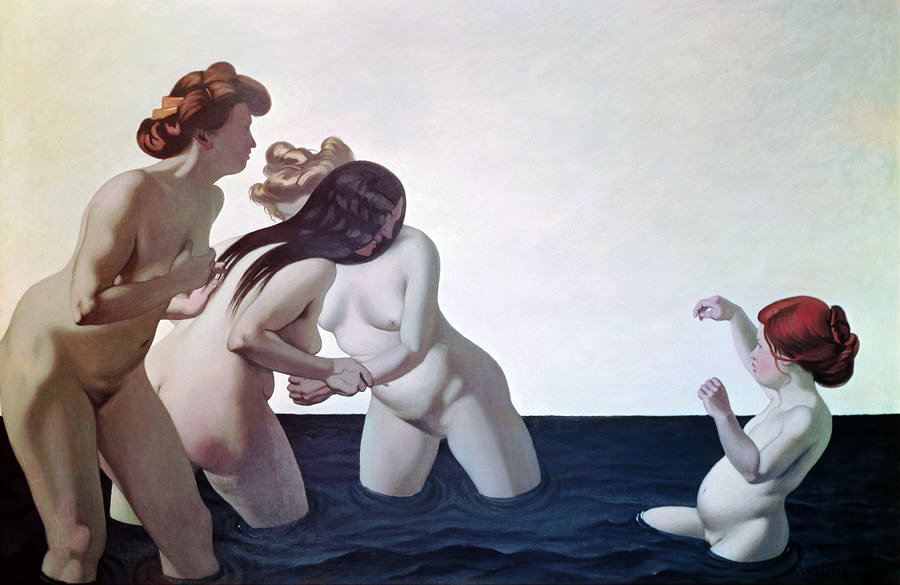
Trois femmes et une petite fille jouant dans l'eau (1907), Bâle, Kunstmuseum.
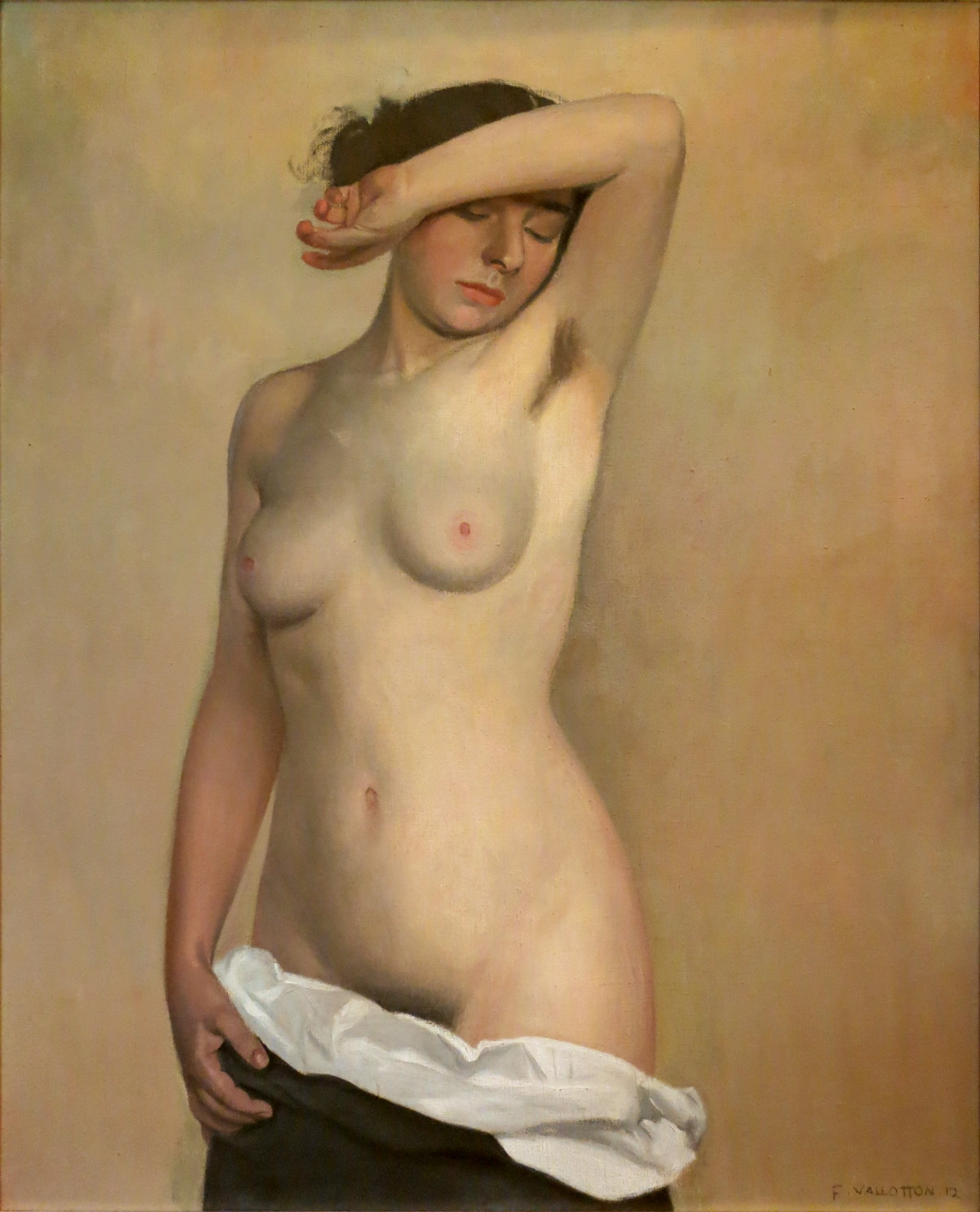
Nu (1912), Paris, musée d'Orsay.
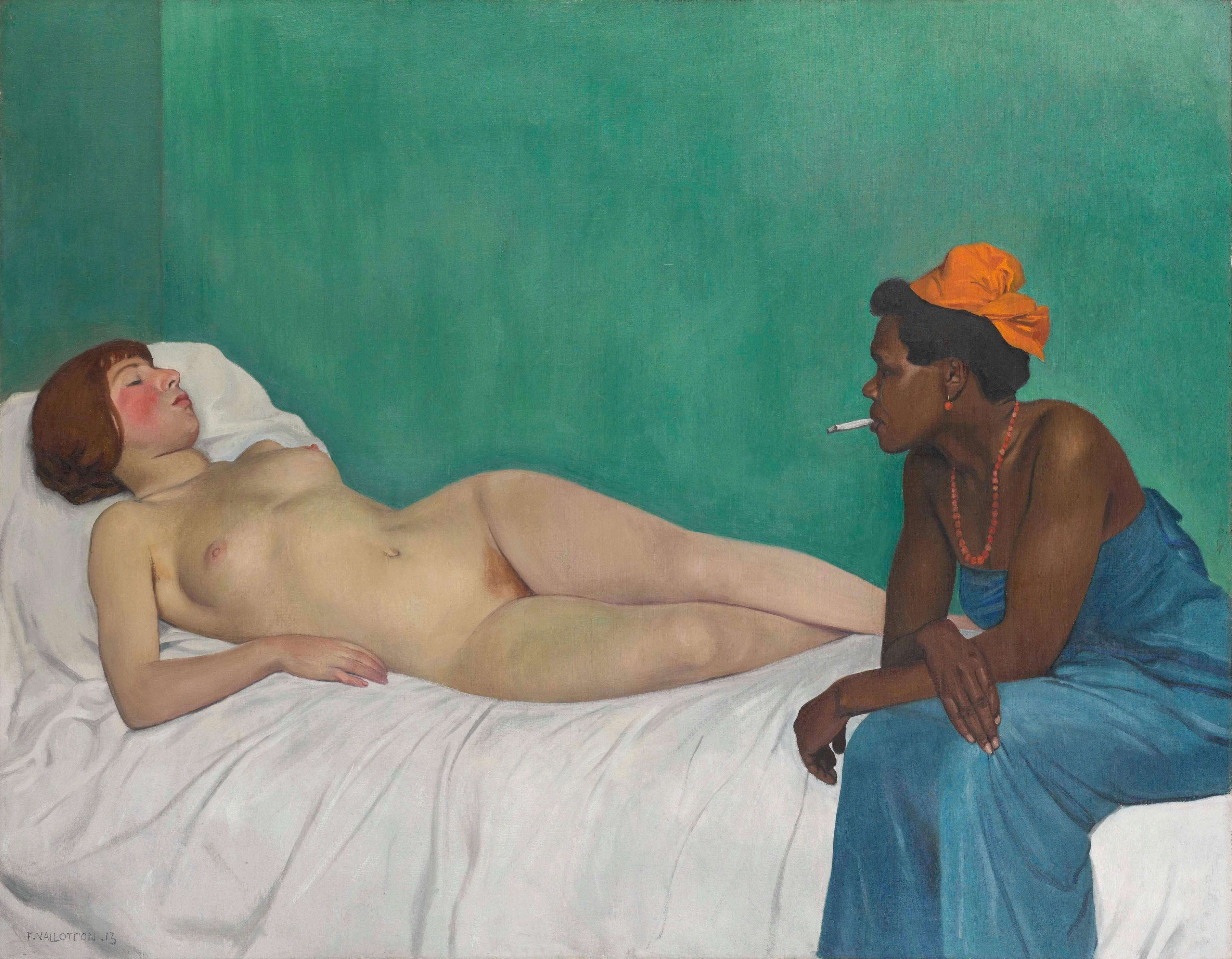
La Blanche et la Noire (1913), Winterthour, Villa Flora.
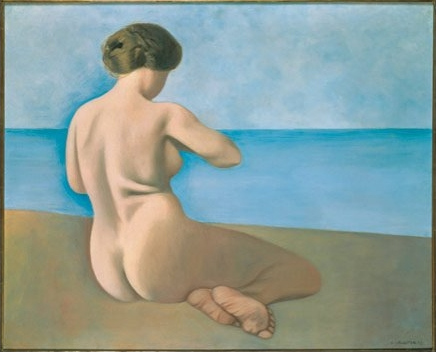
Baigneuse assise de dos sur le sable (1913), collection particulière.
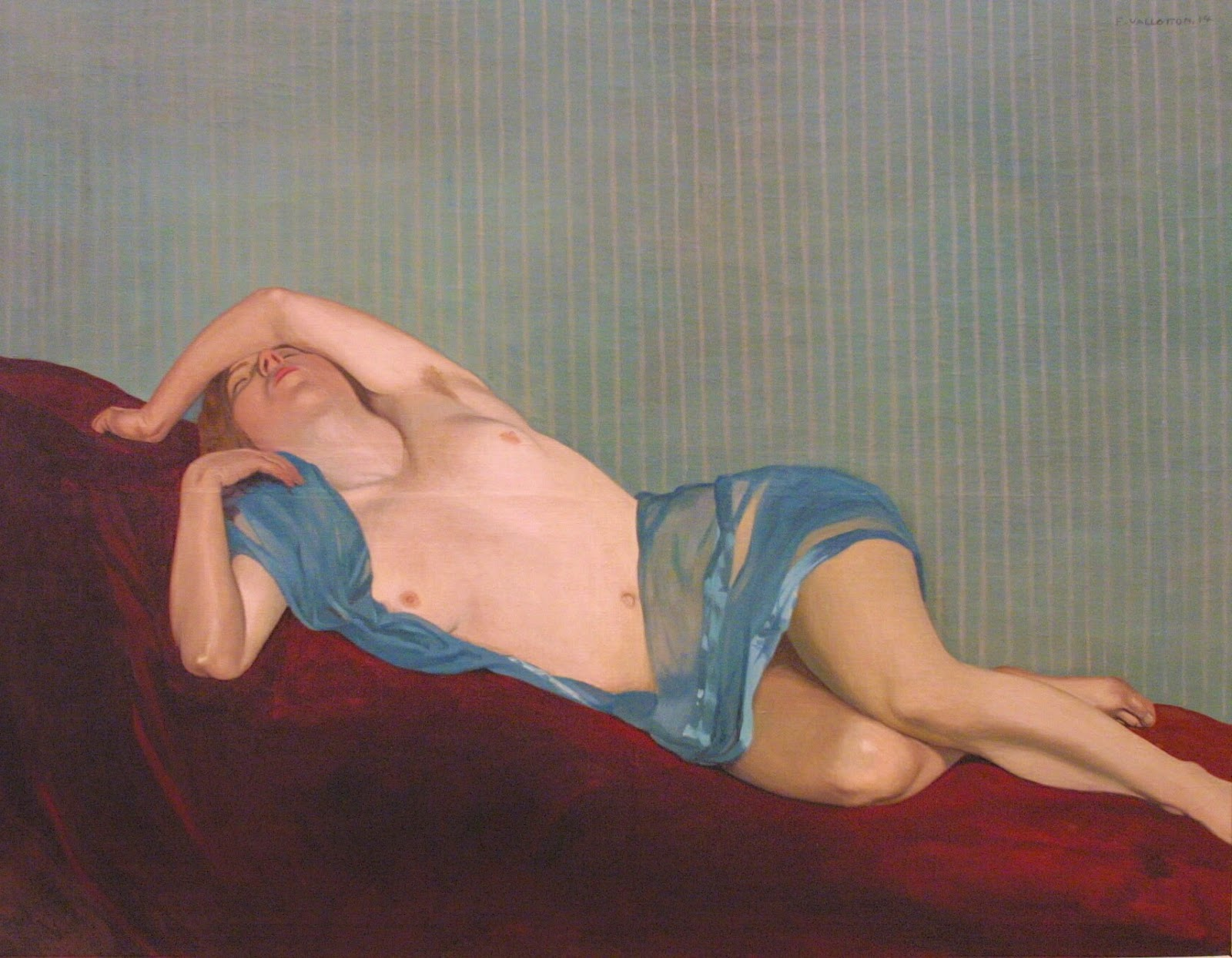
Nu à l'écharpe verte (1914), Musée des Beaux-Arts de La Chaux-de-Fonds.

Scènes de guerre
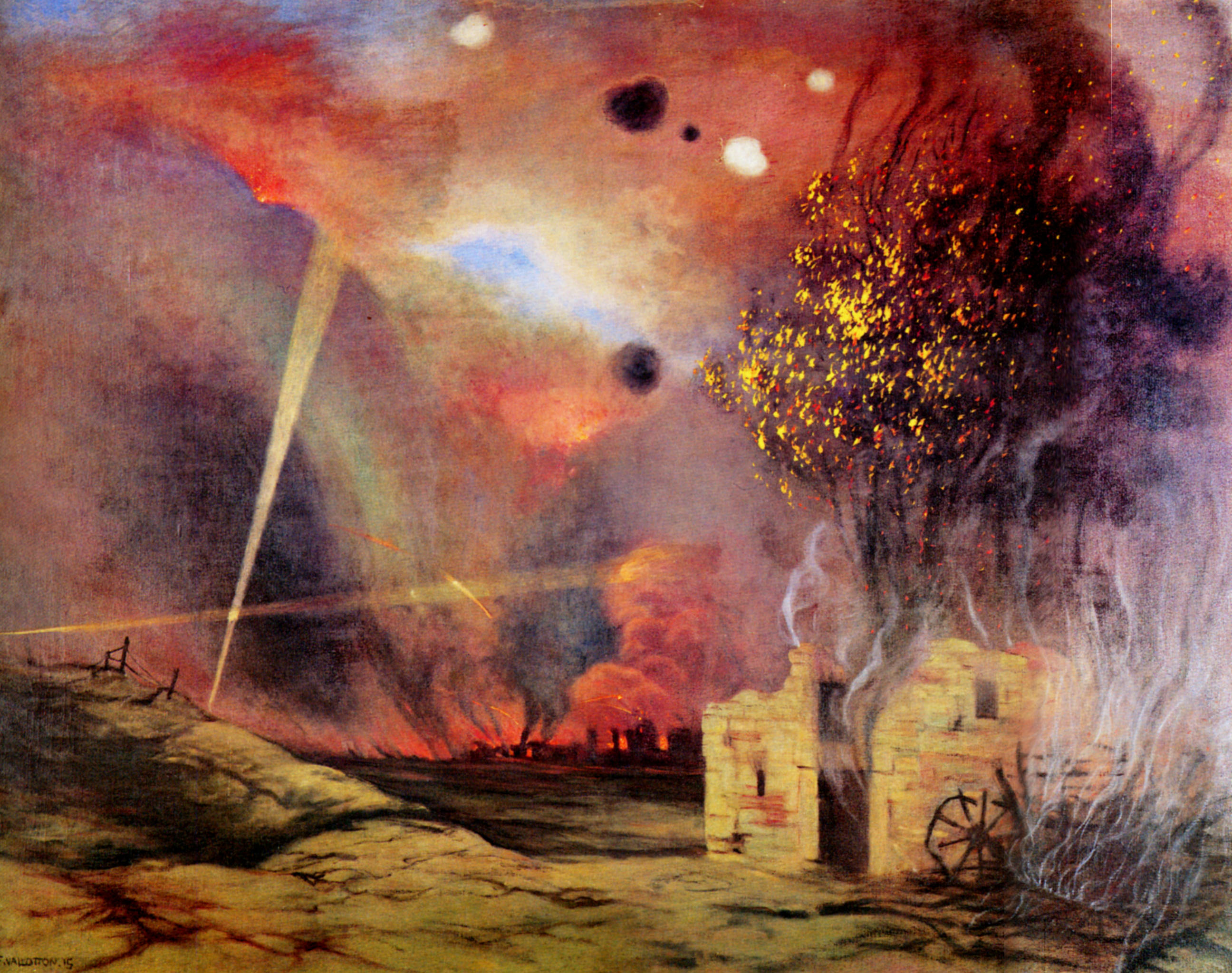
Paysage de ruines et d'incendies (1915), musée des beaux-arts de Berne.
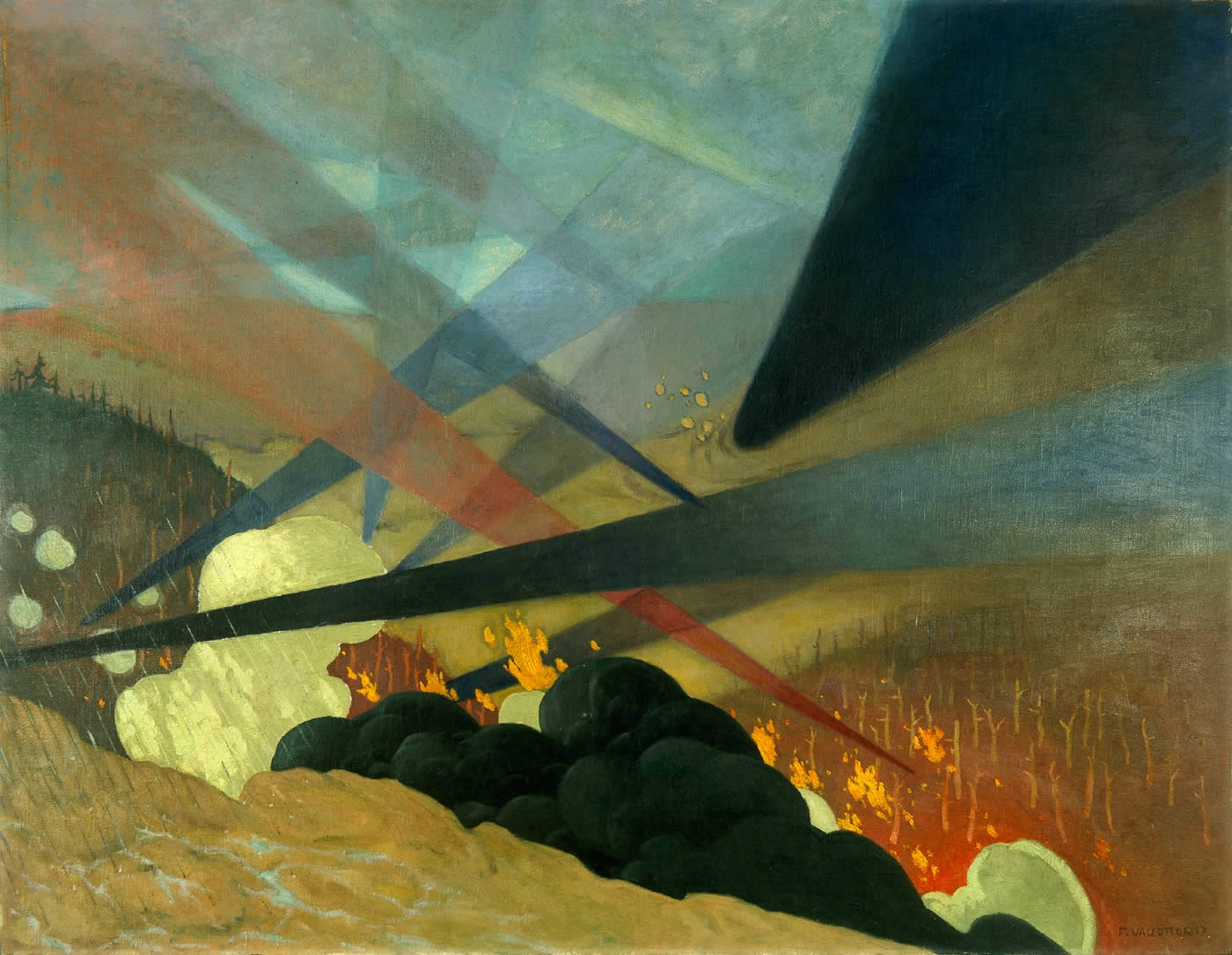
Verdun (1917), Paris, musée de l’Armée.
L'Église de Souain (1917), Washington, National Gallery of Art.

Portraits
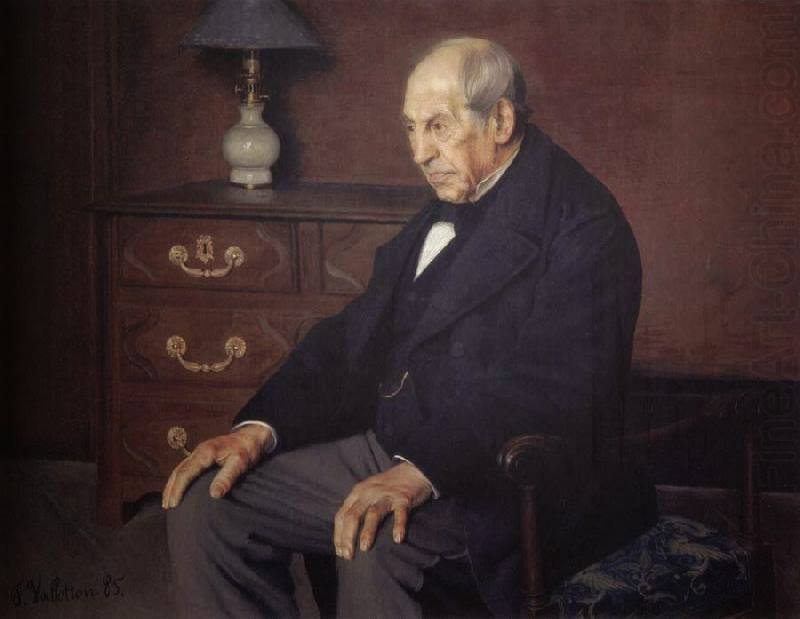
Monsieur Ursenbach (1885), collection particulière.
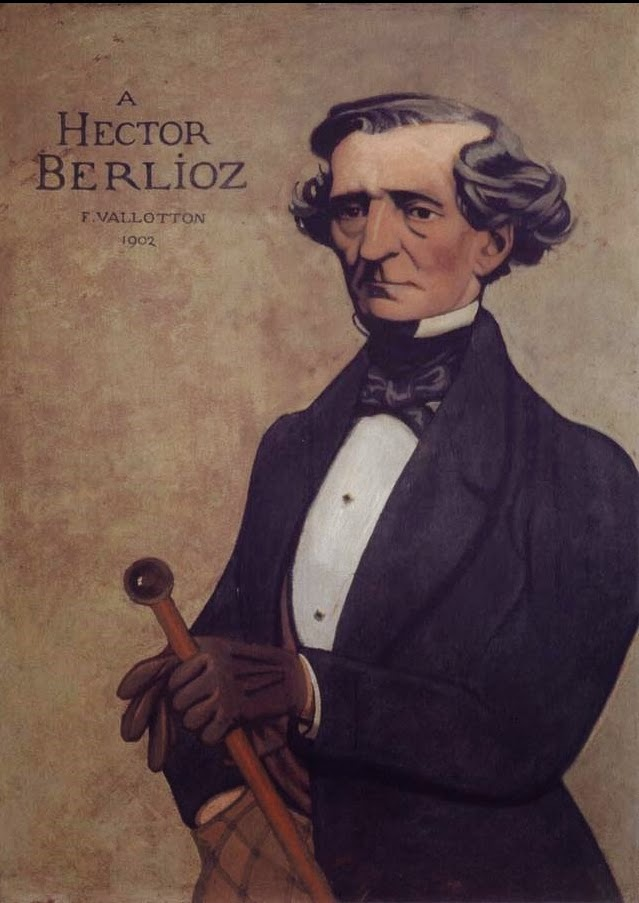
Hector Berlioz (1902), collection particulière.
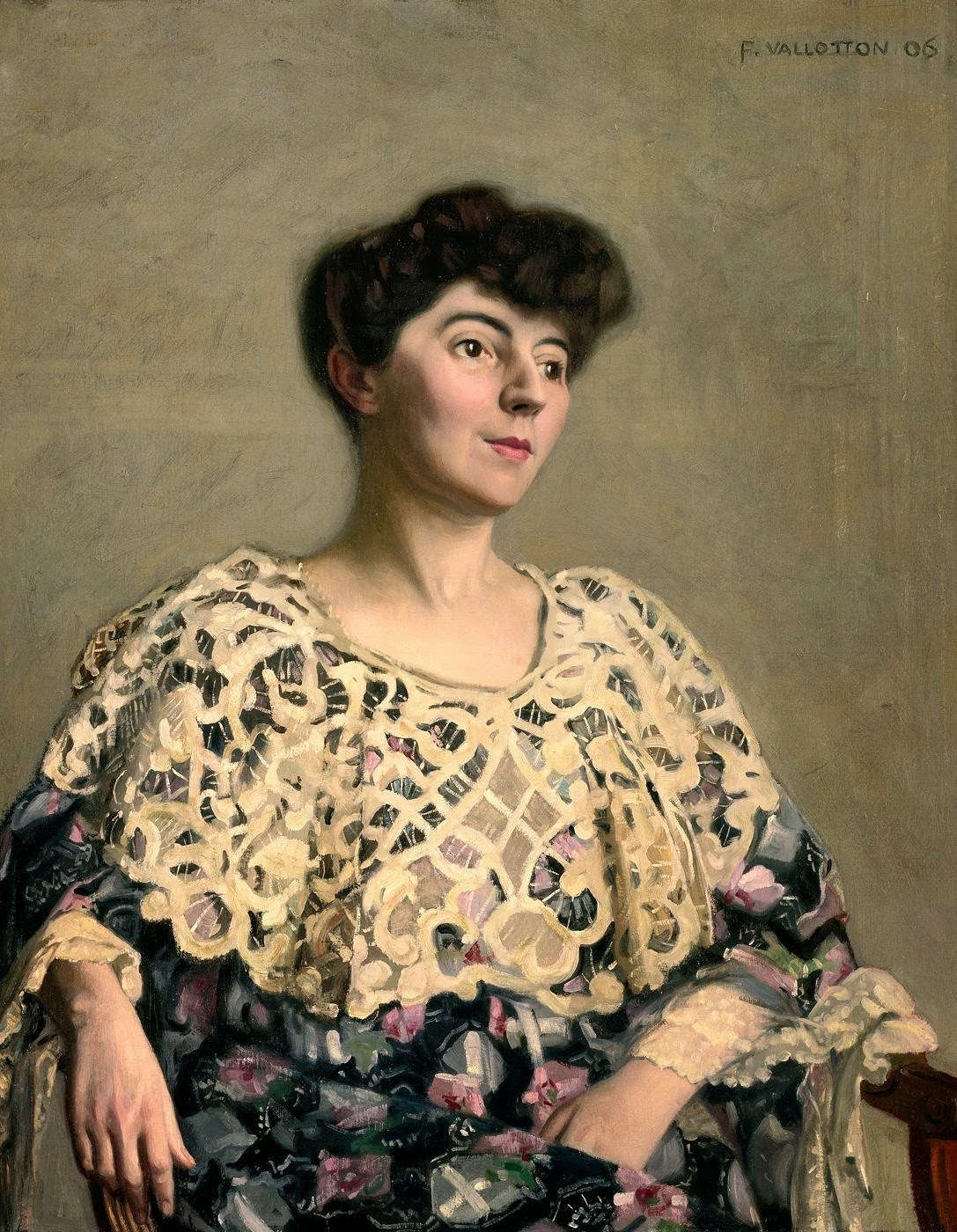
Portrait de l'actrice Marthe Mellot (1906), musée d'Orsay.
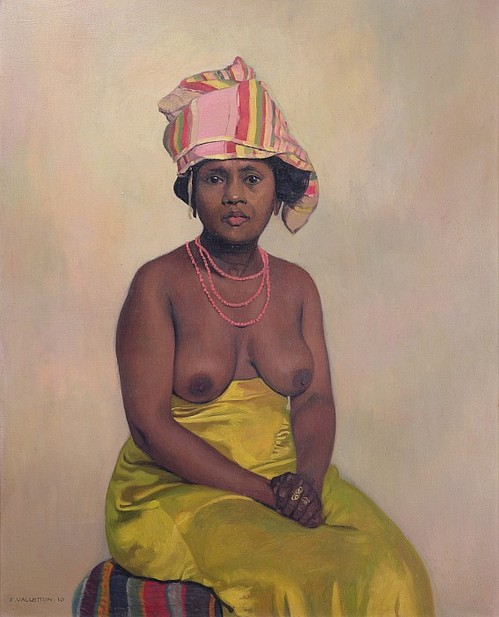
Portrait d'une femme africaine (1910), musée d'art moderne de Troyes.
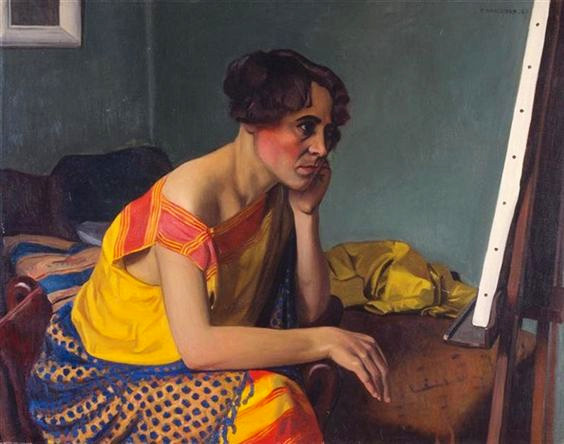
Femme au chevalet (1925), collection particulière.

Intérieurs
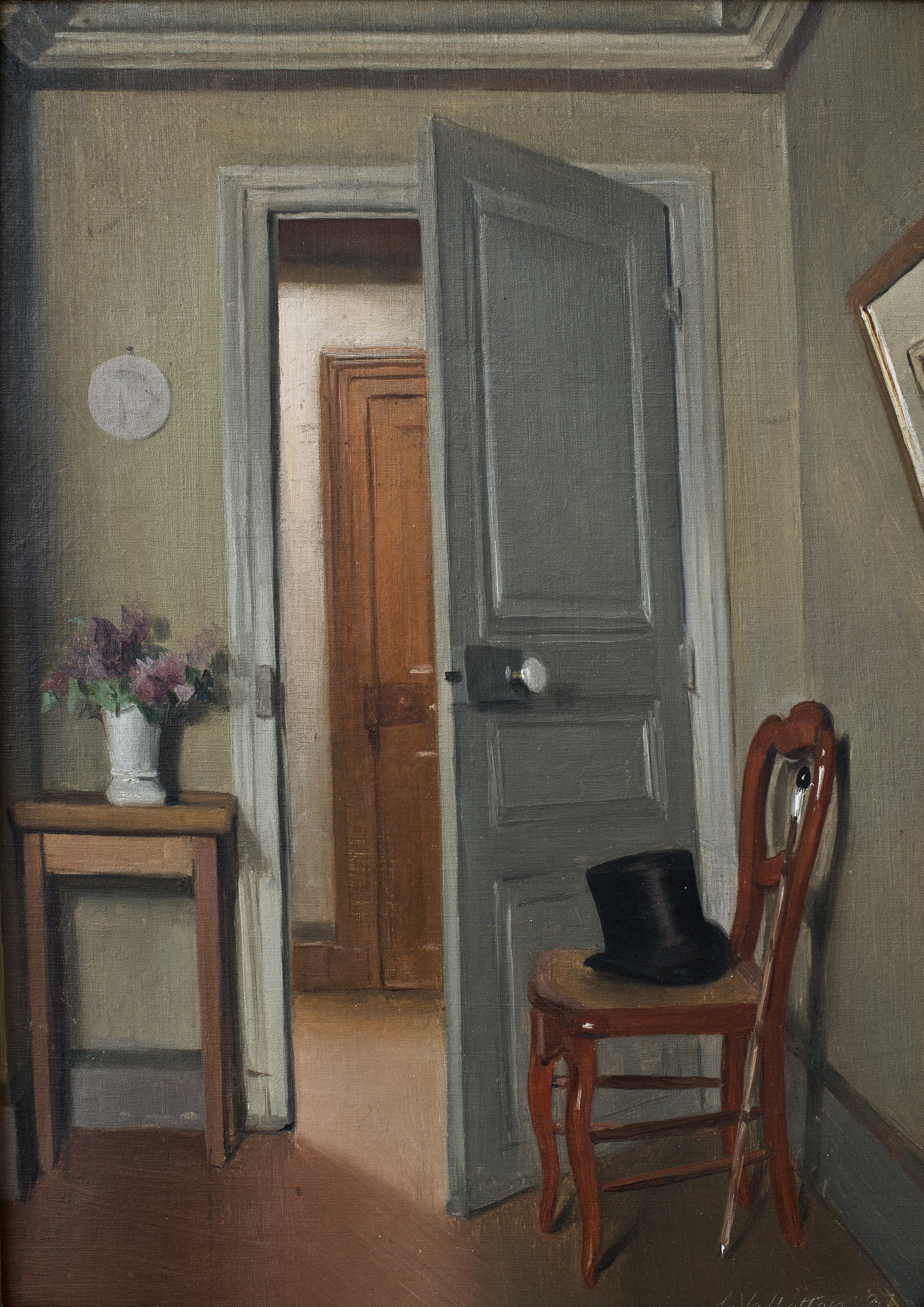
La Visite (1887), Le Havre, musée d'art moderne André Malraux.
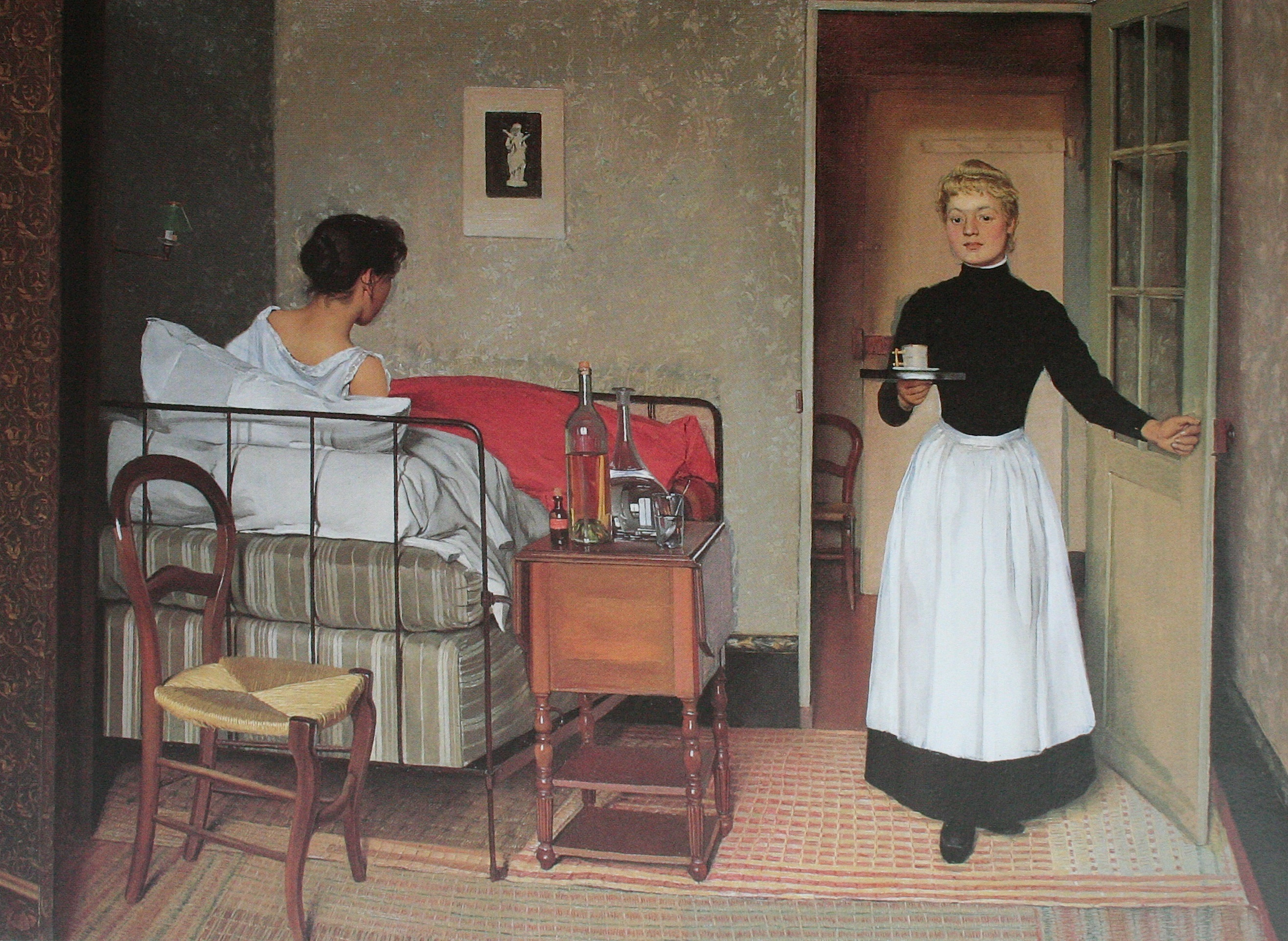
La Malade (1892), collection particulière[28].
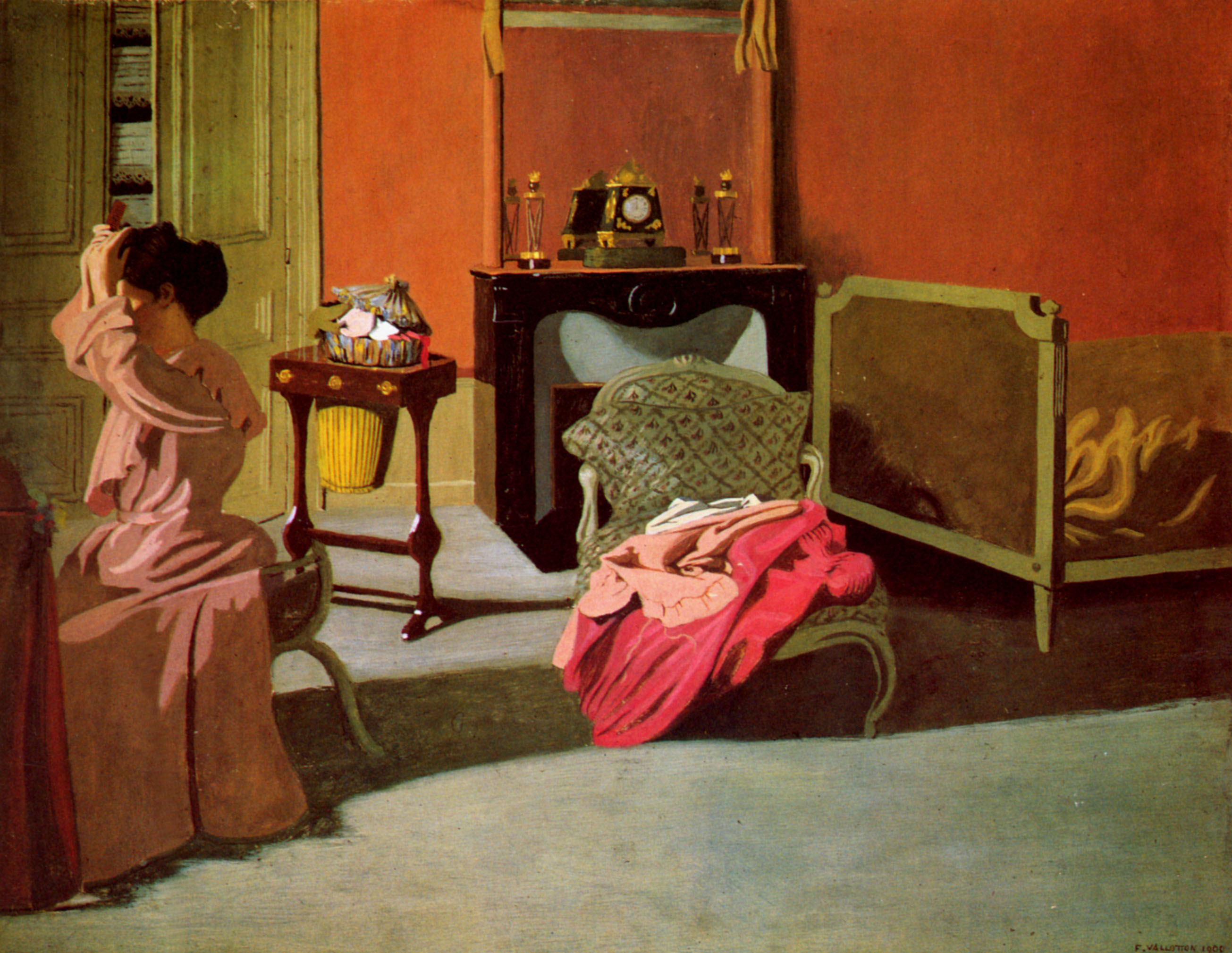
Femme se coiffant (1900), Paris, musée d'Orsay.
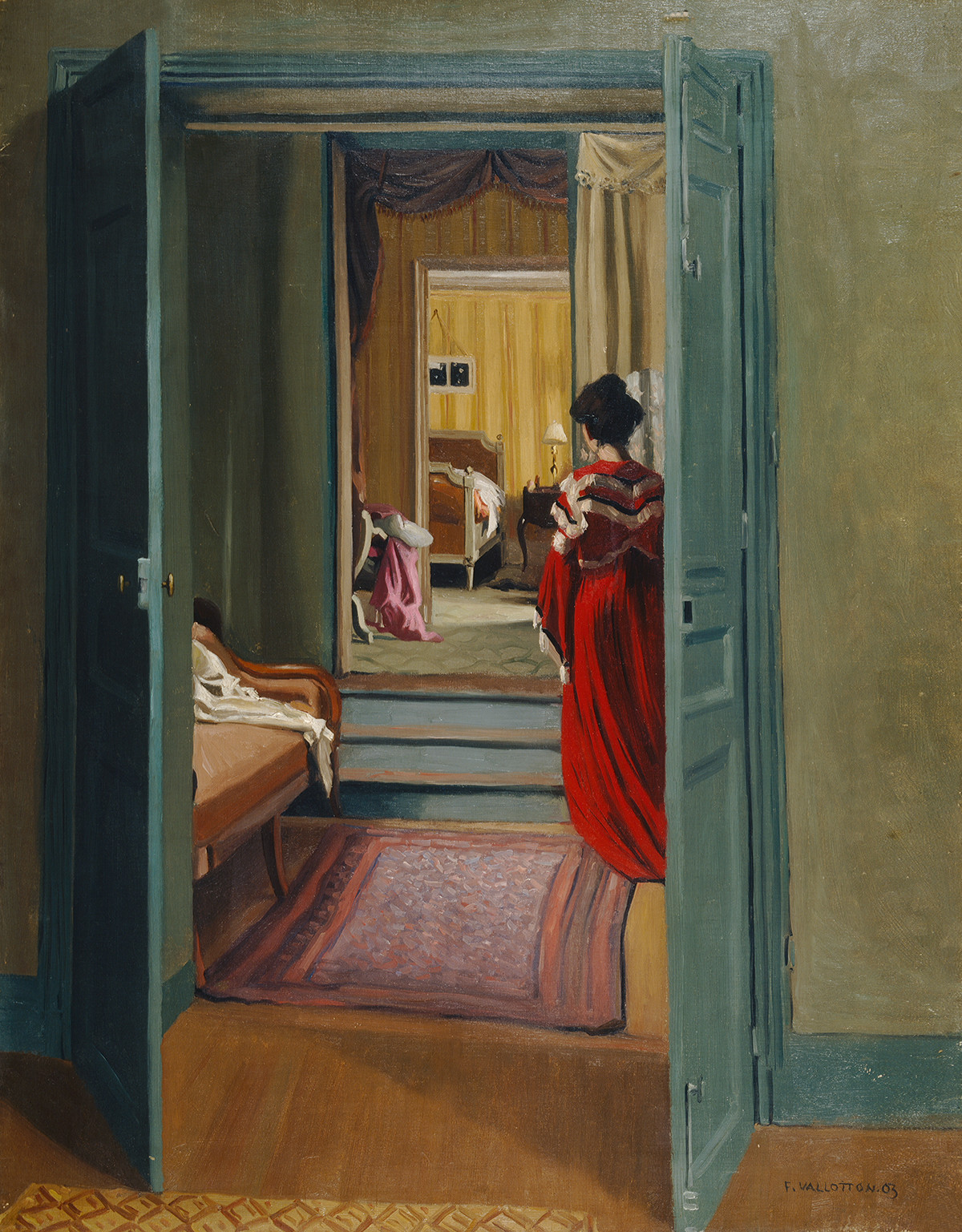
Intérieur avec femme en rouge de dos (1903), Kunsthaus de Zurich.

Natures mortes
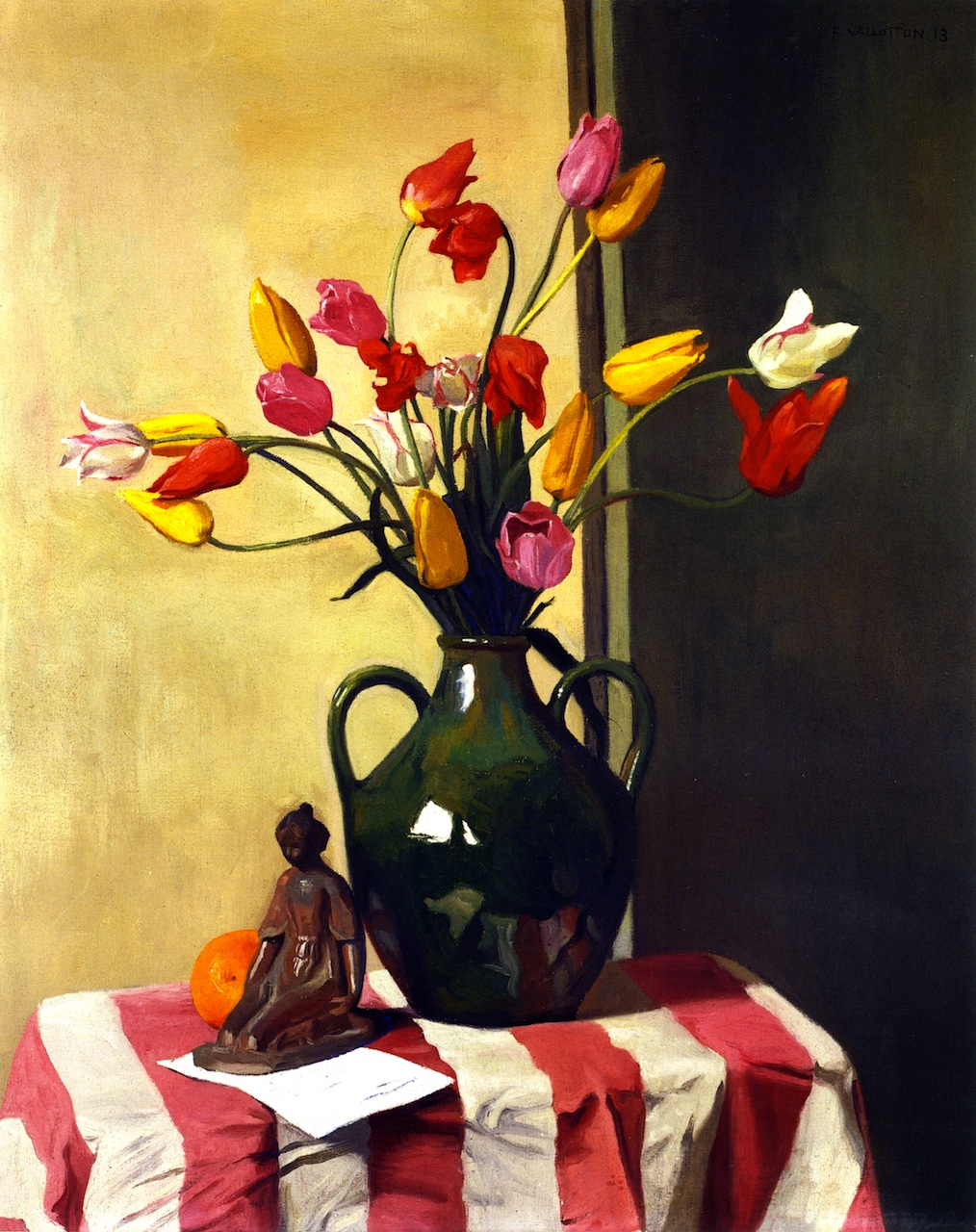
Tulipes et statuette de Maillol (1913), collection particulière.
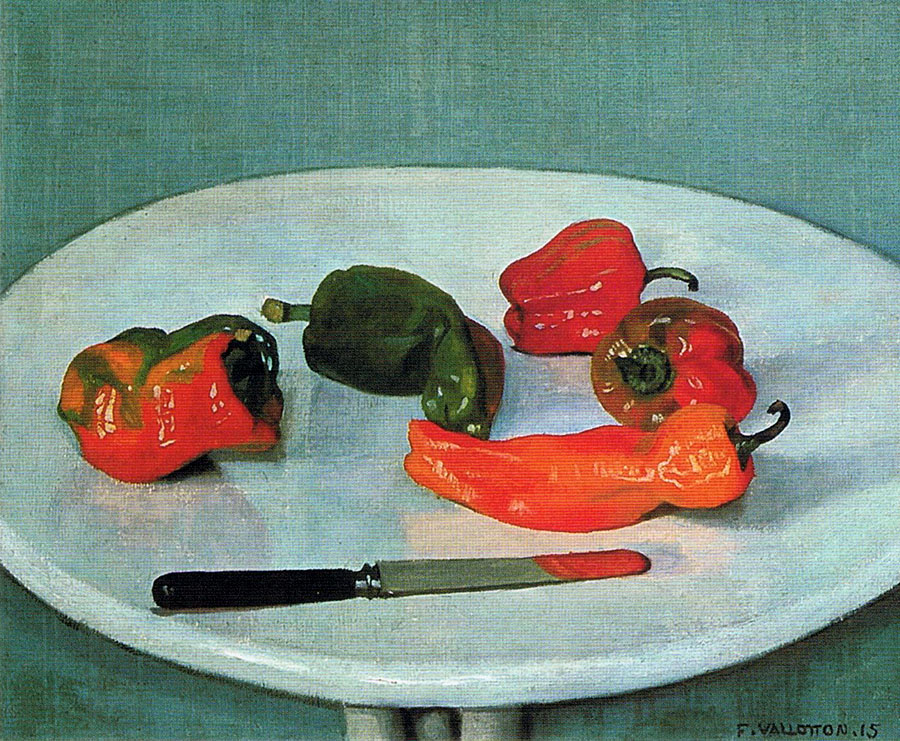
Poivrons rouges sur table ronde laquée blanc (1915), musée d'art de Soleure.
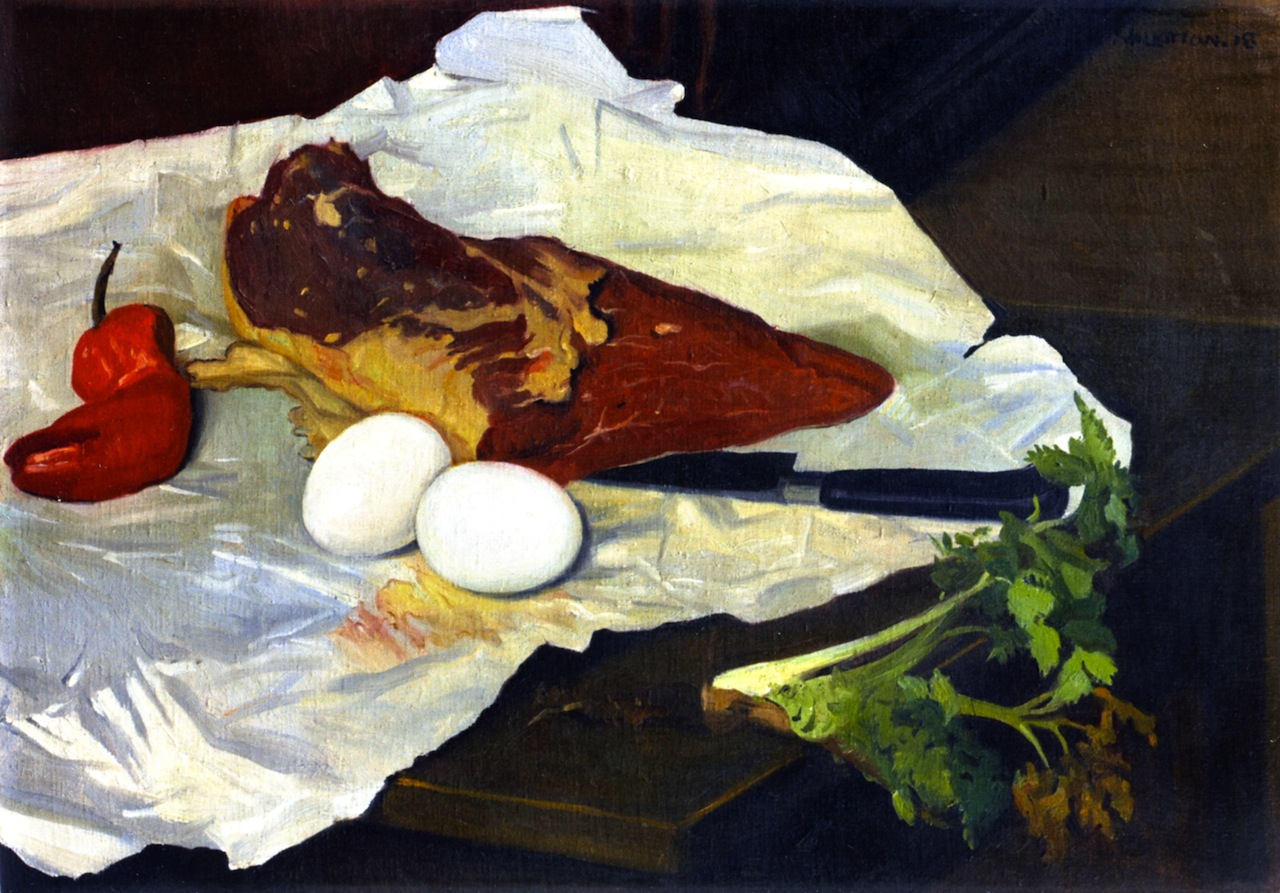
La Viande et les Œufs (1918), Winterthour, Villa Flora.
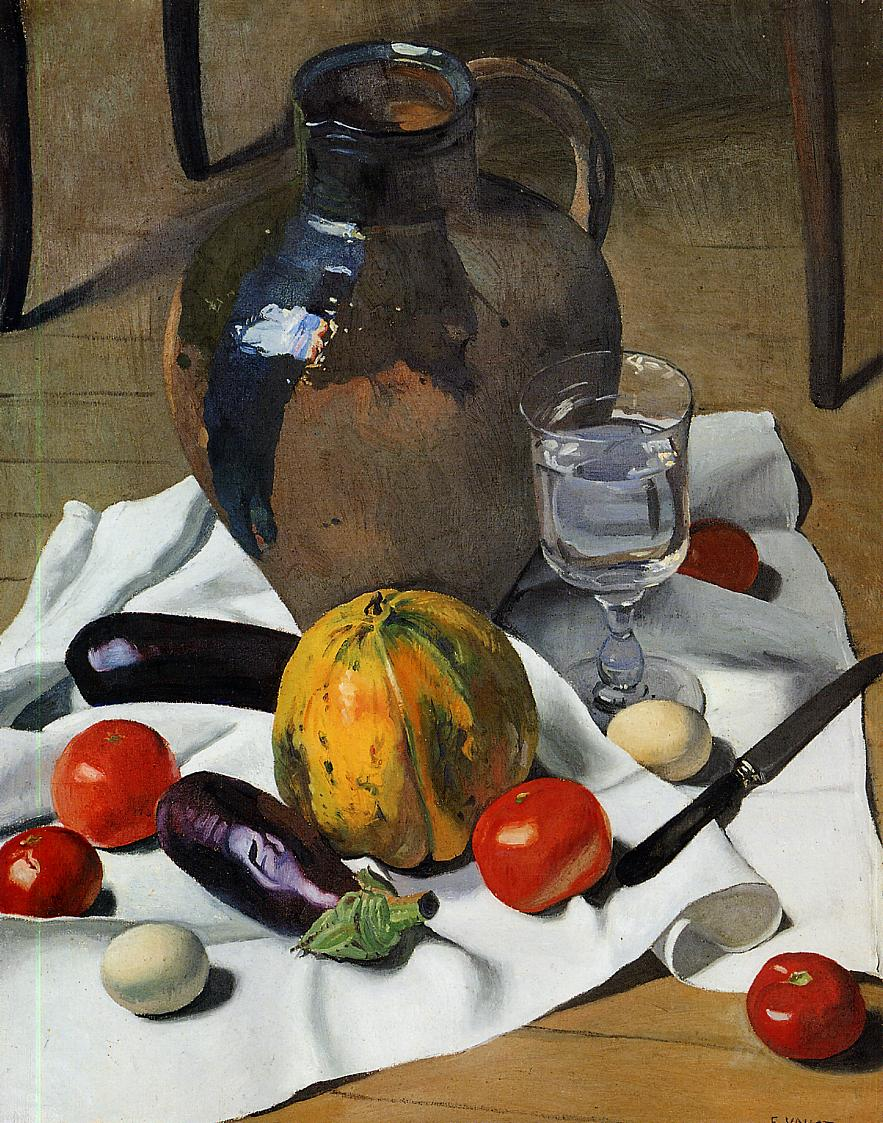
Nature morte avec cruche en terre cuite (1923), collection particulière.
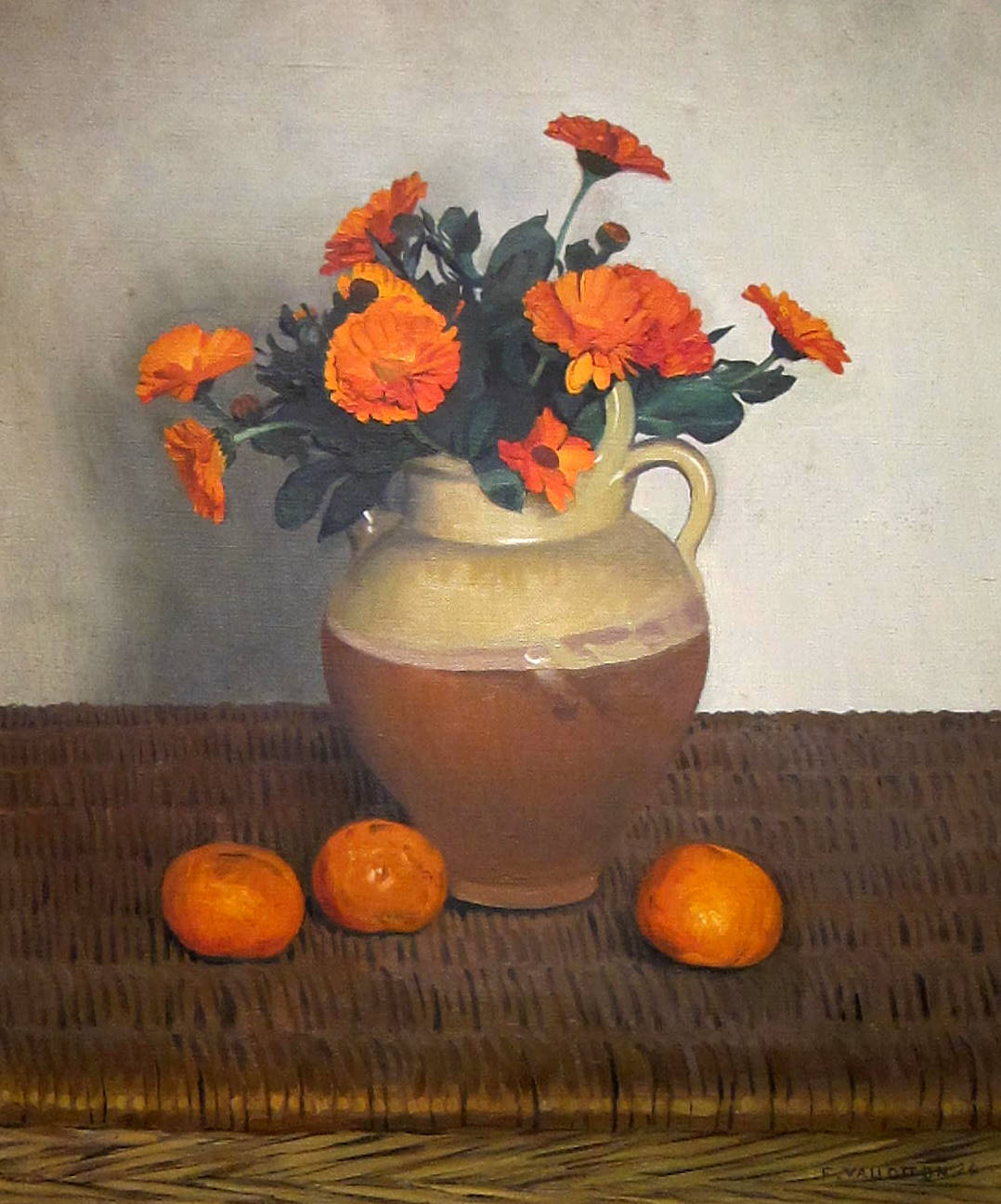
Soucis et mandarines (1924), Washington, National Gallery of Art.

## Écrits
Vallotton tenait régulièrement un journal depuis 1882, date de son arrivée à Paris. Il en a expurgé, à la fin de sa vie, toutes les pages antérieures à 1914.
Il a écrit également :
- plusieurs articles en tant que critique d'art ou essais ;
- quelques romans, dont Les soupirs de Cyprien Morus (Editions des Trois Collines, 1945) ; Corbehaut (Le Livre du Mois, 1970) ; La Vie meurtrière (1907-1908, une histoire aux traits autobiographiques, Editions de l'Aire, 1979)[30],
- quelques pièces de théâtre, dont deux ont été représentées[11],
- Correspondance 1908-1928 (Bibliothèque des Arts, 2013).

## Rétrospectives notables
- 2013-2014, exposition « Le feu sous la glace » au Grand Palais à Paris du 2 octobre 2013 au 20 janvier 2014[31]
- 2019, exposition « Painter of Disquiet » au Royal Academy of Arts à Londres du 30 juin au 29 septembre[32],[33]